# Liste des matchs de l'équipe du Paraguay de football par adversaire
Cette liste présente les matchs de l'équipe du Paraguay de football par adversaire rencontré. Lorsqu'une rivalité footballistique particulière existe entre le Paraguay et un autre pays, une page spécifique est parfois proposée.
- Haut – A
- B
- C
- D
- E
- F
- G
- H
- I
- J
- K
- L
- M
- N
- O
- P
- Q
- R
- S
- T
- U
- V
- W
- X
- Y
- Z

## A

### Afrique du Sud

#### Confrontations
Confrontations entre l'Afrique du Sud et le Paraguay en matchs officiels.
|   | Date              | Lieu     | Match                     | Score | Compétition                 |
| - | ----------------- | -------- | ------------------------- | ----- | --------------------------- |
| 1 | 2 juin 2002       | Pusan    | Afrique du Sud - Paraguay | 2-2   | Coupe du monde 2002 (gr. B) |
| 2 | 17 septembre 2002 | Tabriz   | Paraguay - Afrique du Sud | 0-2   | Tournoi amical              |
| 3 | 26 mars 2008      | Pretoria | Afrique du Sud - Paraguay | 3-0   | Match amical                |
| 4 | 31 mars 2010      | Asuncion | Paraguay - Afrique du Sud | 1-1   | Match amical                |
| 5 | 20 novembre 2018  | Durban   | Afrique du Sud - Paraguay | 1-1   | Match amical                |

#### Bilan
Au 30 novembre 2018 :
- Total de matchs disputés : 5
- Victoires du Paraguay : 1
- Victoires de l'Afrique du Sud : 1
- Matchs nuls : 3
- Total de buts marqués par le Paraguay : 6
- Total de buts marqués par l'Afrique du Sud : 7

### Allemagne
|   | Date         | Lieu           | Match                | Score | Compétition                           |
| - | ------------ | -------------- | -------------------- | ----- | ------------------------------------- |
| 1 | 15 juin 2002 | Seogwipo       | Allemagne - Paraguay | 1-0   | Coupe du monde 2002 (quart de finale) |
| 2 | 14 août 2013 | Kaiserslautern | Allemagne - Paraguay | 3-3   | Match amical                          |

#### Bilan
- Total de matchs disputés : 2
- Victoires de l'équipe d'Allemagne : 1
- Matchs nuls : 1
- Victoires de l'équipe du Paraguay : 0

### Angleterre
|   | Date          | Lieu                  | Match                 | Score | Compétition                              |
| - | ------------- | --------------------- | --------------------- | ----- | ---------------------------------------- |
| 1 | 18 juin 1986  | Mexico                | Angleterre - Paraguay | 3-0   | Coupe du monde 1986 (huitième de finale) |
| 2 | 17 avril 2002 | Liverpool             | Angleterre - Paraguay | 4-0   | Match amical                             |
| 3 | 10 juin 2006  | Francfort-sur-le-Main | Angleterre - Paraguay | 1 - 0 | Coupe du monde 2006 (gr. B)              |

#### Bilan
- Total de matchs disputés : 3
- Victoires de l'équipe d'Angleterre : 3
- Victoires de l'équipe du Paraguay : 0
- Matchs nuls : 0

### Arabie saoudite

#### Confrontations
Confrontations entre l'Arabie saoudite et le Paraguay en matchs officiels.
|   | Date             | Lieu    | Match                      | Score | Compétition  |
| - | ---------------- | ------- | -------------------------- | ----- | ------------ |
| 1 | 12 mars 1986     | Djeddah | Arabie saoudite - Paraguay | 0-0   | Match amical |
| 2 | 20 août 2008     | Nyon    | Arabie saoudite - Paraguay | 1-1   | Match amical |
| 3 | 19 novembre 2019 | Riyad   | Arabie saoudite - Paraguay | 0-0   | Match amical |

#### Bilan
- Total de matchs disputés : 3
- Victoires du Paraguay : 0
- Victoires de l'Arabie saoudite : 0
- Matchs nuls : 3
- Total de buts marqués par le Paraguay : 1
- Total de buts marqués par l'Arabie saoudite : 1

### Argentine

#### Confrontations
Confrontations entre le Paraguay et l'Argentine en matchs officiels.
|     | Date               | Lieu           | Match                | Score | Compétition                                                                |
| --- | ------------------ | -------------- | -------------------- | ----- | -------------------------------------------------------------------------- |
| 1   | 11 mai 1919        | Asuncion       | Paraguay - Argentine | 1-5   | Match amical                                                               |
| 2   | 15 mai 1919        | Asuncion       | Paraguay - Argentine | 0-3   | Match amical                                                               |
| 3   | 20 mai 1919        | Asuncion       | Paraguay - Argentine | 1-2   | Match amical                                                               |
| 4   | 24 mai 1919        | Asuncion       | Paraguay - Argentine | 1-2   | Match amical                                                               |
| 5   | 7 avril 1921       | Asuncion       | Paraguay - Argentine | 3-1   | Match amical                                                               |
| 6   | 14 avril 1921      | Asuncion       | Paraguay - Argentine | 2-2   | Match amical                                                               |
| 7   | 16 octobre 1921    | Buenos Aires   | Argentine - Paraguay | 3-0   | Championnat sud-américain de football de 1921                              |
| 8   | 18 octobre 1922    | Rio de Janeiro | Argentine - Paraguay | 2-0   | Championnat sud-américain de football de 1922                              |
| 9   | 20 mai 1923        | Buenos Aires   | Argentine - Paraguay | 0-2   | Match amical                                                               |
| 10  | 25 mai 1923        | Buenos Aires   | Argentine - Paraguay | 1-0   | Match amical                                                               |
| 11  | 28 octobre 1923    | Montevideo     | Argentine - Paraguay | 4-3   | Championnat sud-américain de football de 1923                              |
| 12  | 15 mai 1924        | Asuncion       | Paraguay - Argentine | 1-3   | Match amical                                                               |
| 13  | 18 mai 1924        | Asuncion       | Paraguay - Argentine | 2-1   | Match amical                                                               |
| 14  | 12 octobre 1924    | Montevideo     | Argentine - Paraguay | 0-0   | Championnat sud-américain de football de 1924                              |
| 15  | 9 juillet 1925     | Buenos Aires   | Argentine - Paraguay | 1-1   | Match amical                                                               |
| 16  | 13 juillet 1925    | Buenos Aires   | Argentine - Paraguay | 1-1   | Match amical                                                               |
| 17  | 29 novembre 1925   | Buenos Aires   | Argentine - Paraguay | 2-0   | Championnat sud-américain de football de 1925                              |
| 18  | 20 décembre 1925   | Buenos Aires   | Argentine - Paraguay | 3-1   | Championnat sud-américain de football de 1925                              |
| 19  | 29 mai 1926        | Buenos Aires   | Argentine - Paraguay | 2-1   | Match amical                                                               |
| 20  | 3 juin 1926        | Buenos Aires   | Argentine - Paraguay | 2-1   | Match amical                                                               |
| 21  | 20 octobre 1926    | Santiago       | Argentine - Paraguay | 8-0   | Championnat sud-américain de football de 1926                              |
| 22  | 10 novembre 1929   | Buenos Aires   | Argentine - Paraguay | 4-1   | Championnat sud-américain de football de 1929                              |
| 23  | 19 avril 1931      | Asuncion       | Paraguay - Argentine | 0-1   | Match amical                                                               |
| 24  | 25 avril 1931      | Asuncion       | Paraguay - Argentine | 1-1   | Match amical                                                               |
| 25  | 4 juillet 1931     | Buenos Aires   | Argentine - Paraguay | 1-1   | Match amical                                                               |
| 26  | 9 juillet 1931     | Buenos Aires   | Argentine - Paraguay | 3-1   | Match amical                                                               |
| 27  | 9 janvier 1937     | Buenos Aires   | Argentine - Paraguay | 6-1   | Championnat sud-américain de football de 1937                              |
| 28  | 14 août 1939       | Asuncion       | Paraguay - Argentine | 0-1   | Match amical                                                               |
| 29  | 16 août 1939       | Asuncion       | Paraguay - Argentine | 2-2   | Match amical                                                               |
| 30  | 18 février 1940    | Avellaneda     | Argentine - Paraguay | 3-1   | Match amical                                                               |
| 31  | 25 février 1940    | San Martín     | Argentine - Paraguay | 4-0   | Match amical                                                               |
| 32  | 11 janvier 1942    | Montevideo     | Argentine - Paraguay | 4-3   | Championnat sud-américain de football de 1942                              |
| 33  | 10 juillet 1943    | Asuncion       | Paraguay - Argentine | 2-5   | Match amical                                                               |
| 34  | 11 juillet 1943    | Asuncion       | Paraguay - Argentine | 2-1   | Match amical                                                               |
| 35  | 6 janvier 1945     | Buenos Aires   | Argentine - Paraguay | 5-2   | Match amical                                                               |
| 36  | 9 janvier 1945     | Buenos Aires   | Argentine - Paraguay | 5-3   | Match amical                                                               |
| 37  | 7 juillet 1945     | Asuncion       | Paraguay - Argentine | 5-1   | Match amical                                                               |
| 38  | 9 juillet 1945     | Asuncion       | Paraguay - Argentine | 1-3   | Match amical                                                               |
| 39  | 12 janvier 1946    | Buenos Aires   | Argentine - Paraguay | 2-0   | Championnat sud-américain de football de 1946                              |
| 40  | 2 décembre 1947    | Guayaquil      | Argentine - Paraguay | 6-0   | Championnat sud-américain de football de 1947                              |
| 41  | 25 mars 1950       | Buenos Aires   | Argentine - Paraguay | 2-2   | Match amical                                                               |
| 42  | 29 mars 1950       | Buenos Aires   | Argentine - Paraguay | 4-0   | Match amical                                                               |
| 43  | 2 mars 1955        | Santiago       | Argentine - Paraguay | 5-3   | Championnat sud-américain de football de 1955                              |
| 44  | 1er février 1956   | Montevideo     | Argentine - Paraguay | 1-0   | Championnat sud-américain de football de 1956                              |
| 45  | 15 août 1956       | Asuncion       | Paraguay - Argentine | 0-1   | Match amical                                                               |
| 46  | 20 avril 1958      | Asuncion       | Paraguay - Argentine | 0-1   | Match amical                                                               |
| 47  | 26 avril 1958      | Avellaneda     | Argentine - Paraguay | 2-0   | Match amical                                                               |
| 48  | 22 mars 1959       | Buenos Aires   | Argentine - Paraguay | 3-1   | Championnat sud-américain de football de 1959 (Argentine)                  |
| 49  | 20 décembre 1959   | Guayaquil      | Argentine - Paraguay | 4-2   | Championnat sud-américain de football de 1959 (Équateur)                   |
| 50  | 9 juillet 1960     | Buenos Aires   | Argentine - Paraguay | 1-0   | Copa del Atlántico 1960                                                    |
| 51  | 17 mai 1961        | Asuncion       | Paraguay - Argentine | 0-0   | Match amical                                                               |
| 52  | 12 octobre 1961    | Avellaneda     | Argentine - Paraguay | 5-1   | Match amical                                                               |
| 53  | 31 mars 1963       | La Paz         | Argentine - Paraguay | 1-1   | Championnat sud-américain de football de 1963                              |
| 54  | 15 octobre 1963    | Asuncion       | Paraguay - Argentine | 0-4   | Match amical                                                               |
| 55  | 29 octobre 1963    | Buenos Aires   | Argentine - Paraguay | 2-3   | Match amical                                                               |
| 56  | 25 octobre 1964    | Asuncion       | Paraguay - Argentine | 3-0   | Match amical                                                               |
| 57  | 8 décembre 1964    | Buenos Aires   | Argentine - Paraguay | 8-1   | Match amical                                                               |
| 58  | 1er août 1965      | Buenos Aires   | Argentine - Paraguay | 3-0   | Qualifications pour la Coupe du monde 1966 (zone AmSud - gr. 3)            |
| 59  | 8 août 1965        | Asuncion       | Paraguay - Argentine | 0-0   | Qualifications pour la Coupe du monde 1966 (zone AmSud - gr. 3)            |
| 60  | 18 janvier 1967    | Montevideo     | Argentine - Paraguay | 4-1   | Championnat sud-américain de football de 1967                              |
| 61  | 13 octobre 1967    | Asuncion       | Paraguay - Argentine | 1-1   | Match amical                                                               |
| 62  | 15 mai 1968        | Asuncion       | Paraguay - Argentine | 2-0   | Match amical                                                               |
| 63  | 19 mars 1969       | Rosario        | Argentine - Paraguay | 1-1   | Match amical                                                               |
| 64  | 9 avril 1969       | Asuncion       | Paraguay - Argentine | 0-0   | Match amical                                                               |
| 65  | 22 octobre 1970    | Asuncion       | Paraguay - Argentine | 1-1   | Match amical                                                               |
| 66  | 4 juillet 1971     | Asuncion       | Paraguay - Argentine | 1-1   | Match amical                                                               |
| 67  | 9 juillet 1971     | Rosario        | Argentine - Paraguay | 1-0   | Match amical                                                               |
| 68  | 25 mai 1972        | Salta          | Argentine - Paraguay | 0-0   | Match amical                                                               |
| 69  | 16 septembre 1973  | Asuncion       | Paraguay - Argentine | 1-1   | Qualifications pour la Coupe du monde 1974 (zone AmSud - gr. 2)            |
| 70  | 7 octobre 1973     | Buenos Aires   | Argentine - Paraguay | 3-1   | Qualifications pour la Coupe du monde 1974 (zone AmSud - gr. 2)            |
| 71  | 25 février 1976    | Asuncion       | Paraguay - Argentine | 2-3   | Copa del Atlántico 1976                                                    |
| 72  | 28 avril 1976      | Buenos Aires   | Argentine - Paraguay | 2-2   | Copa del Atlántico 1976                                                    |
| 73  | 24 août 1977       | Buenos Aires   | Argentine - Paraguay | 2-1   | Match amical                                                               |
| 74  | 31 août 1977       | Asuncion       | Paraguay - Argentine | 2-0   | Match amical                                                               |
| 75  | 14 juillet 1983    | Asuncion       | Paraguay - Argentine | 1-0   | Match amical                                                               |
| 76  | 21 juillet 1983    | Buenos Aires   | Argentine - Paraguay | 0-0   | Match amical                                                               |
| 77  | 28 avril 1985      | Asuncion       | Paraguay - Argentine | 1-0   | Match amical                                                               |
| 78  | 9 mai 1985         | Buenos Aires   | Argentine - Paraguay | 1-1   | Match amical                                                               |
| 79  | 20 juin 1987       | Buenos Aires   | Argentine - Paraguay | 1-0   | Match amical                                                               |
| 80  | 16 juillet 1989    | Rio de Janeiro | Argentine - Paraguay | 0-0   | Copa América 1989 (tour final)                                             |
| 81  | 12 juillet 1991    | Concepción     | Argentine - Paraguay | 4-1   | Copa América 1991 (gr. A)                                                  |
| 82  | 8 août 1993        | Asuncion       | Paraguay - Argentine | 1-3   | Qualification pour la Coupe du monde 1994 (zone AmSud - gr. A)             |
| 83  | 29 août 1993       | Buenos Aires   | Argentine - Paraguay | 0-0   | Qualification pour la Coupe du monde 1994 (zone AmSud - gr. A)             |
| 84  | 14 juin 1995       | Rosario        | Argentine - Paraguay | 2-1   | Match amical                                                               |
| 85  | 1er septembre 1996 | Buenos Aires   | Argentine - Paraguay | 1-1   | Qualification pour la Coupe du monde 1998 : zone Amérique du Sud           |
| 86  | 17 juin 1997       | Cochabamba     | Argentine - Paraguay | 1-1   | Copa América 1997 (gr. A)                                                  |
| 87  | 6 juillet 1997     | Asuncion       | Paraguay - Argentine | 1-2   | Qualification pour la Coupe du monde 1998 : zone Amérique du Sud           |
| 88  | 16 août 2000       | Buenos Aires   | Argentine - Paraguay | 1-1   | Qualification pour la Coupe du monde 2002 : zone Amérique du Sud           |
| 89  | 7 octobre 2001     | Asuncion       | Paraguay - Argentine | 2-2   | Qualification pour la Coupe du monde 2002 : zone Amérique du Sud           |
| 90  | 6 juin 2004        | Buenos Aires   | Argentine - Paraguay | 0-0   | Qualification pour la Coupe du monde 2006 : zone Amérique du Sud           |
| 91  | 3 septembre 2005   | Asuncion       | Paraguay - Argentine | 1-0   | Qualification pour la Coupe du monde 2006 : zone Amérique du Sud           |
| 92  | 5 juillet 2007     | Barquisimeto   | Argentine - Paraguay | 1-0   | Copa América 2007 (gr. C)                                                  |
| 93  | 6 septembre 2008   | Buenos Aires   | Argentine - Paraguay | 1-1   | Éliminatoires de la Coupe du monde de football 2010 : zone Amérique du Sud |
| 94  | 9 septembre 2009   | Asuncion       | Paraguay - Argentine | 1-0   | Éliminatoires de la Coupe du monde de football 2010 : zone Amérique du Sud |
| 95  | 25 mai 2011        | Resistencia    | Argentine - Paraguay | 4-2   | Match amical                                                               |
| 96  | 7 septembre 2012   | Córdoba        | Argentine - Paraguay | 3-1   | Éliminatoires de la Coupe du monde de football 2014 : zone Amérique du Sud |
| 97  | 10 septembre 2013  | Asuncion       | Paraguay - Argentine | 2-5   | Éliminatoires de la Coupe du monde de football 2014 : zone Amérique du Sud |
| 98  | 13 juin 2015       | La Serena      | Paraguay - Argentine | 2-2   | Copa América 2015 (gr. B)                                                  |
| 99  | 30 juin 2015       | Concepción     | Argentine - Paraguay | 6-1   | Copa América 2015 (demi-finale)                                            |
| 100 | 13 octobre 2015    | Asuncion       | Paraguay - Argentine | 0-0   | Éliminatoires de la Coupe du monde de football 2018 : zone Amérique du Sud |
| 101 | 11 octobre 2016    | Córdoba        | Argentine - Paraguay | 0-1   | Éliminatoires de la Coupe du monde de football 2018 : zone Amérique du Sud |
| 102 | 19 juin 2019       | Belo Horizonte | Argentine - Paraguay | 1-1   | Copa América 2019 (gr. B)                                                  |
| 103 | 13 Novembre 2020   | Buenos Aires   | Argentine - Paraguay | 1-1   | Éliminatoires de la Coupe du monde de football 2022 : zone Amérique du Sud |
| 104 | 22 Juin 2021       | Brasília       | Argentine - Paraguay | 1-0   | Copa América 2021 (gr. B)                                                  |
| 105 | 7 Octobre 2021     | Asuncion       | Paraguay - Argentine | 0-0   | Éliminatoires de la Coupe du monde de football 2022 : zone Amérique du Sud |
| 106 | 12 octobre 2023    | Buenos Aires   | Argentine - Paraguay | 1-0   | Éliminatoires de la Coupe du monde de football 2026 : zone Amérique du Sud |

#### Bilan
- Total de matchs disputés : 106
- Victoires de l'Argentine : 56
- Victoires du Paraguay : 16
- Matchs nuls : 34
- Total de buts marqués par l'Argentine : 215
- Total de buts marqués par le Paraguay : 108

### Arménie

#### Confrontations
Confrontations entre l'Arménie et le Paraguay en matchs officiels.
|   | Date         | Lieu     | Match              | Score | Compétition  |
| - | ------------ | -------- | ------------------ | ----- | ------------ |
| 1 | 26 juin 1996 | Asuncion | Paraguay - Arménie | 1-2   | Match amical |

#### Bilan
- Total de matchs disputés : 1
- Victoires du Paraguay : 0
- Victoires de l'Arménie : 1
- Matchs nuls : 0
- Total de buts marqués par le Paraguay : 1
- Total de buts marqués par l'Arménie : 2

### Australie
|   | Date           | Lieu      | Match                | Score | Compétition  |
| - | -------------- | --------- | -------------------- | ----- | ------------ |
| 1 | 9 juin 2000    | Sydney    | Australie - Paraguay | 0-0   | Match amical |
| 2 | 12 juin 2000   | Brisbane  | Australie - Paraguay | 0-0   | Match amical |
| 3 | 15 juin 2000   | Melbourne | Australie - Paraguay | 2-1   | Match amical |
| 4 | 7 octobre 2006 | Brisbane  | Australie - Paraguay | 1-1   | Match amical |
| 5 | 9 octobre 2010 | Sydney    | Australie - Paraguay | 1-0   | Match amical |

#### Bilan
- Total de matchs disputés : 5
- Victoires de l'équipe d'Australie : 2
- Victoires de l'équipe du Paraguay : 0
- Matchs nuls : 3

### Autriche

#### Confrontations
Confrontations entre l'Autriche et le Paraguay en matchs officiels.
|   | Date        | Lieu   | Match               | Score | Compétition  |
| - | ----------- | ------ | ------------------- | ----- | ------------ |
| 1 | 2 juin 2007 | Vienne | Autriche - Paraguay | 0-0   | Match amical |

#### Bilan
- Total de matchs disputés : 1
- Victoires du Paraguay : 0
- Victoires de l'Autriche : 0
- Matchs nuls : 1
- Total de buts marqués par le Paraguay : 0
- Total de buts marqués par l'Autriche : 0

## B

### Bahreïn

#### Confrontations
Confrontations entre Bahreïn et le Paraguay en matchs officiels.
|   | Date        | Lieu   | Match              | Score | Compétition  |
| - | ----------- | ------ | ------------------ | ----- | ------------ |
| 1 | 8 mars 1986 | Manama | Bahreïn - Paraguay | 1-2   | Match amical |

#### Bilan
- Total de matchs disputés : 1
- Victoires du Paraguay : 1
- Victoires de Bahreïn : 0
- Matchs nuls : 0
- Total de buts marqués par le Paraguay : 2
- Total de buts marqués par Bahreïn : 1

### Belgique
|   | Date            | Lieu       | Match               | Score | Compétition                 |
| - | --------------- | ---------- | ------------------- | ----- | --------------------------- |
| 1 | 20 juillet 1930 | Montevideo | Paraguay - Belgique | 1-0   | Coupe du monde 1930 (gr. D) |
| 2 | 11 juin 1986    | Toluca     | Belgique - Paraguay | 2-2   | Coupe du monde 1986 (gr. B) |
| 3 | 6 juin 1998     | Bruxelles  | Belgique - Paraguay | 1-0   | Match amical                |

#### Bilan
- Total de matchs disputés : 3
- Victoires de la Belgique : 1
- Victoires du Paraguay : 1
- Matchs nuls : 1
- Total de buts marqués par la Belgique : 3
- Total de buts marqués par le Paraguay : 3

### Bolivie

#### Confrontations
Confrontations entre le Paraguay et la Bolivie en matchs officiels..
|    | Date              | Lieu                    | Match              | Score           | Compétition                                                                |
| -- | ----------------- | ----------------------- | ------------------ | --------------- | -------------------------------------------------------------------------- |
| 1  | 23 octobre 1926   | Santiago                | Paraguay - Bolivie | 6-1             | Championnat sud-américain de football de 1926                              |
| 2  | 26 janvier 1946   | Buenos Aires            | Paraguay - Bolivie | 4-2             | Championnat sud-américain de football de 1946                              |
| 3  | 18 décembre 1947  | Guayaquil               | Paraguay - Bolivie | 3-1             | Championnat sud-américain de football de 1947                              |
| 4  | 30 avril 1949     | Rio de Janeiro          | Paraguay - Bolivie | 7-0             | Championnat sud-américain de football de 1949                              |
| 5  | 16 mars 1953      | Lima                    | Paraguay - Bolivie | 2-1             | Championnat sud-américain de football de 1953                              |
| 6  | 6 juin 1957       | Asuncion                | Paraguay - Bolivie | 5-2             | Match amical                                                               |
| 7  | 13 juin 1957      | Asuncion                | Paraguay - Bolivie | 0-1             | Match amical                                                               |
| 8  | 18 août 1957      | La Paz                  | Bolivie - Paraguay | 3-3             | Match amical                                                               |
| 9  | 21 août 1957      | La Paz                  | Bolivie - Paraguay | 2-1             | Match amical                                                               |
| 10 | 15 mars 1959      | Buenos Aires            | Paraguay - Bolivie | 5-0             | Championnat sud-américain de football de 1959 (Argentine)                  |
| 11 | 10 août 1962      | Cochabamba              | Bolivie - Paraguay | 3-1             | Match amical                                                               |
| 12 | 12 août 1962      | La Paz                  | Bolivie - Paraguay | 3-2             | Match amical                                                               |
| 13 | 17 février 1963   | Asuncion                | Paraguay - Bolivie | 3-0             | Match amical                                                               |
| 14 | 19 février 1963   | Asuncion                | Paraguay - Bolivie | 5-1             | Match amical                                                               |
| 15 | 24 mars 1963      | Cochabamba              | Bolivie - Paraguay | 2-0             | Championnat sud-américain de football de 1963                              |
| 16 | 25 juillet 1965   | Asuncion                | Paraguay - Bolivie | 2-0             | Qualifications pour la Coupe du monde 1966 (zone AmSud - gr. 3)            |
| 17 | 22 août 1965      | La Paz                  | Bolivie - Paraguay | 2-1             | Qualifications pour la Coupe du monde 1966 (zone AmSud - gr. 3)            |
| 18 | 25 janvier 1967   | Montevideo              | Paraguay - Bolivie | 1-0             | Championnat sud-américain de football de 1967                              |
| 19 | 25 juin 1972      | Manaus                  | Paraguay - Bolivie | 6-1             | Coupe de l'Indépendance (gr. 3)                                            |
| 20 | 31 mars 1973      | La Paz                  | Bolivie - Paraguay | 1-1             | Match amical                                                               |
| 21 | 2 septembre 1973  | La Paz                  | Bolivie - Paraguay | 1-2             | Qualifications pour la Coupe du monde 1974 (zone AmSud - gr. 2)            |
| 22 | 30 septembre 1973 | Asuncion                | Paraguay - Bolivie | 4-0             | Qualifications pour la Coupe du monde 1974 (zone AmSud - gr. 2)            |
| 23 | 7 juillet 1975    | Cochabamba              | Bolivie - Paraguay | 1-2             | Match amical                                                               |
| 24 | 6 février 1977    | La Paz                  | Bolivie - Paraguay | 0-1             | Match amical                                                               |
| 25 | 9 février 1977    | La Paz                  | Bolivie - Paraguay | 2-2             | Match amical                                                               |
| 26 | 10 juillet 1979   | La Paz                  | Bolivie - Paraguay | 3-1             | Match amical                                                               |
| 27 | 12 juillet 1979   | Cochabamba              | Bolivie - Paraguay | 1-1             | Match amical                                                               |
| 28 | 1er août 1979     | Asuncion                | Paraguay - Bolivie | 2-0             | Match amical                                                               |
| 29 | 26 août 1980      | La Paz                  | Bolivie - Paraguay | 1-1             | Match amical                                                               |
| 30 | 28 août 1980      | Santa Cruz de la Sierra | Bolivie - Paraguay | 1-3             | Match amical                                                               |
| 31 | 18 septembre 1980 | Asuncion                | Paraguay - Bolivie | 2-1             | Match amical                                                               |
| 32 | 3 août 1983       | La Paz                  | Bolivie - Paraguay | 2-1             | Match amical                                                               |
| 33 | 5 août 1983       | Santa Cruz de la Sierra | Bolivie - Paraguay | 1-3             | Match amical                                                               |
| 34 | 26 mai 1985       | Santa Cruz de la Sierra | Bolivie - Paraguay | 1-1             | Qualifications pour la Coupe du monde 1986 (zone AmSud - gr. 3)            |
| 35 | 9 juin 1985       | Asuncion                | Paraguay - Bolivie | 3-0             | Qualifications pour la Coupe du monde 1986 (zone AmSud - gr. 3)            |
| 36 | 14 juin 1987      | Santa Cruz de la Sierra | Bolivie - Paraguay | 0-2             | Match amical                                                               |
| 37 | 28 juin 1987      | Rosario                 | Bolivie - Paraguay | 0-0             | Copa América 1987 (gr. C)                                                  |
| 38 | 25 mai 1989       | Cochabamba              | Bolivie - Paraguay | 3-2             | Match amical                                                               |
| 39 | 1er juin 1989     | Asuncion                | Paraguay - Bolivie | 2-0             | Match amical                                                               |
| 40 | 14 juin 1991      | Santa Cruz de la Sierra | Bolivie - Paraguay | 0-1             | Match amical                                                               |
| 41 | 16 juin 1991      | Asuncion                | Paraguay - Bolivie | 0-0             | Match amical                                                               |
| 42 | 3 mars 1993       | Asuncion                | Paraguay - Bolivie | 1-0             | Match amical                                                               |
| 43 | 27 mai 1993       | Cochabamba              | Bolivie - Paraguay | 2-1             | Match amical                                                               |
| 44 | 14 mai 1995       | Cochabamba              | Bolivie - Paraguay | 1-1             | Match amical                                                               |
| 45 | 9 juin 1995       | Asuncion                | Paraguay - Bolivie | 0-0 (tab : 4-3) | Match amical                                                               |
| 46 | 14 février 1996   | Sucre                   | Bolivie - Paraguay | 4-1             | Match amical                                                               |
| 47 | 26 juillet 1996   | Asuncion                | Paraguay - Bolivie | 2-0             | Match amical                                                               |
| 48 | 15 décembre 1996  | La Paz                  | Bolivie - Paraguay | 0-0             | Qualification pour la Coupe du monde 1998 : zone Amérique du Sud           |
| 49 | 10 septembre 1997 | Asuncion                | Paraguay - Bolivie | 2-1             | Qualification pour la Coupe du monde 1998 : zone Amérique du Sud           |
| 50 | 7 mars 1999       | Guatemala               | Paraguay - Bolivie | 3-0             | Tournoi amical                                                             |
| 51 | 29 juin 1999      | Asuncion                | Paraguay - Bolivie | 0-0             | Copa América 1999 (gr. A)                                                  |
| 52 | 3 novembre 1999   | Asuncion                | Paraguay - Bolivie | 0-0             | Match amical                                                               |
| 53 | 27 juillet 2000   | La Paz                  | Bolivie - Paraguay | 0-0             | Qualification pour la Coupe du monde 2002 : zone Amérique du Sud           |
| 54 | 5 septembre 2001  | Asuncion                | Paraguay - Bolivie | 5-1             | Qualification pour la Coupe du monde 2002 : zone Amérique du Sud           |
| 55 | 13 février 2002   | Ciudad del Este         | Paraguay - Bolivie | 2-2             | Match amical                                                               |
| 56 | 1er juin 2004     | La Paz                  | Bolivie - Paraguay | 2-1             | Qualification pour la Coupe du monde 2006 : zone Amérique du Sud           |
| 57 | 8 juin 2005       | Asuncion                | Paraguay - Bolivie | 4-1             | Qualification pour la Coupe du monde 2006 : zone Amérique du Sud           |
| 58 | 19 juin 2007      | Santa Cruz de la Sierra | Bolivie - Paraguay | 0-0             | Match amical                                                               |
| 59 | 18 juin 2008      | La Paz                  | Bolivie - Paraguay | 4-2             | Éliminatoires de la Coupe du monde de football 2010 : zone Amérique du Sud |
| 60 | 5 septembre 2009  | Asuncion                | Paraguay - Bolivie | 1-0             | Éliminatoires de la Coupe du monde de football 2010 : zone Amérique du Sud |
| 61 | 4 juin 2011       | Santa Cruz de la Sierra | Bolivie - Paraguay | 0-2             | Match amical                                                               |
| 62 | 7 juin 2011       | Luque                   | Paraguay - Bolivie | 0-0             | Match amical                                                               |
| 63 | 9 juin 2012       | La Paz                  | Bolivie - Paraguay | 3-1             | Éliminatoires de la Coupe du monde de football 2014 : zone Amérique du Sud |
| 64 | 6 septembre 2013  | Asuncion                | Paraguay - Bolivie | 4-0             | Éliminatoires de la Coupe du monde de football 2014 : zone Amérique du Sud |
| 65 | 17 novembre 2015  | Asuncion                | Paraguay - Bolivie | 2-1             | Éliminatoires de la Coupe du monde de football 2018 : zone Amérique du Sud |
| 66 | 15 novembre 2016  | La Paz                  | Bolivie - Paraguay | 1-0             | Éliminatoires de la Coupe du monde de football 2018 : zone Amérique du Sud |
| 67 | 17 novembre 2020  | Asuncion                | Paraguay - Bolivie | 2-2             | Éliminatoires de la Coupe du monde de football 2022 : zone Amérique du Sud |
| 68 | 14 juin 2021      | Goiânia                 | Paraguay - Bolivie | 3-1             | Copa América 2021 (Gr. A)                                                  |
| 69 | 14 octobre 2021   | La Paz                  | Bolivie - Paraguay | 4-0             | Éliminatoires de la Coupe du monde de football 2022 : zone Amérique du Sud |
| 70 | 17 octobre 2023   | Asuncion                | Paraguay - Bolivie | 1-0             | Éliminatoires de la Coupe du monde de football 2026 : zone Amérique du Sud |

#### Bilan
- Total de matchs disputés : 70
- Victoires de la Bolivie : 22
- Victoires du Paraguay : 40
- Matchs nuls : 18
- Total de buts marqués par la Bolivie : 74
- Total de buts marqués par le Paraguay : 135

### Bosnie-Herzégovine

#### Confrontations
Confrontations entre la Bosnie-Herzégovine et le Paraguay en matchs officiels.
|   | Date          | Lieu     | Match                         | Score | Compétition  |
| - | ------------- | -------- | ----------------------------- | ----- | ------------ |
| 1 | 21 avril 1996 | Asuncion | Paraguay - Bosnie-Herzégovine | 0-3   | Match amical |

#### Bilan
- Total de matchs disputés : 1
- Victoires du Paraguay : 0
- Victoires de la Bosnie-Herzégovine : 1
- Matchs nuls : 0
- Total de buts marqués par le Paraguay : 0
- Total de buts marqués par la Bosnie-Herzégovine : 3

### Brésil

#### Confrontations
Confrontations entre le Paraguay et le Brésil en matchs officiels..
|    | Date              | Lieu                    | Match             | Score           | Compétition                                                                |
| -- | ----------------- | ----------------------- | ----------------- | --------------- | -------------------------------------------------------------------------- |
| 1  | 12 octobre 1921   | Buenos Aires            | Brésil - Paraguay | 3-0             | Championnat sud-américain de football de 1921                              |
| 2  | 24 septembre 1922 | Rio de Janeiro          | Brésil - Paraguay | 1-1             | Championnat sud-américain de football de 1922                              |
| 3  | 22 octobre 1922   | Rio de Janeiro          | Brésil - Paraguay | 3-0             | Championnat sud-américain de football de 1922 (finale)                     |
| 4  | 29 octobre 1922   | São Paulo               | Brésil - Paraguay | 3-1             | Match amical                                                               |
| 5  | 11 novembre 1923  | Montevideo              | Paraguay - Brésil | 1-0             | Championnat sud-américain de football de 1923                              |
| 6  | 21 novembre 1923  | Montevideo              | Brésil - Paraguay | 2-0             | Match amical                                                               |
| 7  | 6 décembre 1925   | Buenos Aires            | Brésil - Paraguay | 5-2             | Championnat sud-américain de football de 1925                              |
| 8  | 17 décembre 1925  | Buenos Aires            | Brésil - Paraguay | 3-1             | Championnat sud-américain de football de 1925                              |
| 9  | 13 janvier 1937   | Buenos Aires            | Brésil - Paraguay | 5-0             | Championnat sud-américain de football de 1937                              |
| 10 | 5 février 1942    | Montevideo              | Brésil - Paraguay | 1-1             | Championnat sud-américain de football de 1942                              |
| 11 | 29 janvier 1946   | Buenos Aires            | Brésil - Paraguay | 1-1             | Championnat sud-américain de football de 1946                              |
| 12 | 8 mai 1949        | Rio de Janeiro          | Brésil - Paraguay | 1-2             | Championnat sud-américain de football de 1949                              |
| 13 | 11 mai 1949       | Rio de Janeiro          | Brésil - Paraguay | 7-0             | Championnat sud-américain de football de 1949 (finale)                     |
| 14 | 7 mai 1950        | Rio de Janeiro          | Brésil - Paraguay | 2-0             | Match amical                                                               |
| 15 | 13 mai 1950       | São Paulo               | Brésil - Paraguay | 3-3             | Match amical                                                               |
| 16 | 27 mars 1953      | Lima                    | Paraguay - Brésil | 2-1             | Championnat sud-américain de football de 1953                              |
| 17 | 1er avril 1953    | Lima                    | Paraguay - Brésil | 3-2             | Championnat sud-américain de football de 1953 (finale)                     |
| 18 | 7 mars 1954       | Asuncion                | Paraguay - Brésil | 0-1             | Qualifications pour la Coupe du monde 1954 (zone AmSud)                    |
| 19 | 21 mars 1954      | Rio de Janeiro          | Brésil - Paraguay | 4-1             | Qualifications pour la Coupe du monde 1954 (zone AmSud)                    |
| 20 | 13 novembre 1955  | Rio de Janeiro          | Brésil - Paraguay | 3-0             | Match amical                                                               |
| 21 | 17 novembre 1955  | Rio de Janeiro          | Brésil - Paraguay | 3-3             | Match amical                                                               |
| 22 | 29 janvier 1956   | Montevideo              | Brésil - Paraguay | 0-0             | Championnat sud-américain de football de 1956                              |
| 23 | 12 juin 1956      | Asuncion                | Paraguay - Brésil | 0-2             | Match amical                                                               |
| 24 | 17 juin 1956      | Asuncion                | Paraguay - Brésil | 2-5             | Match amical                                                               |
| 25 | 4 mai 1958        | Rio de Janeiro          | Brésil - Paraguay | 5-1             | Match amical                                                               |
| 26 | 7 mai 1958        | São Paulo               | Brésil - Paraguay | 0-0             | Match amical                                                               |
| 27 | 29 mars 1959      | Buenos Aires            | Brésil - Paraguay | 4-1             | Championnat sud-américain de football de 1959 (Argentine)                  |
| 28 | 5 décembre 1959   | Guayaquil               | Brésil - Paraguay | 3-2             | Championnat sud-américain de football de 1959 (Équateur)                   |
| 29 | 3 juillet 1960    | Asuncion                | Paraguay - Brésil | 1-2             | Copa del Atlántico 1960                                                    |
| 30 | 30 avril 1961     | Asuncion                | Paraguay - Brésil | 0-2             | Match amical                                                               |
| 31 | 3 mai 1961        | Asuncion                | Paraguay - Brésil | 2-3             | Match amical                                                               |
| 32 | 29 juin 1961      | Rio de Janeiro          | Brésil - Paraguay | 3-2             | Match amical                                                               |
| 33 | 21 avril 1962     | Rio de Janeiro          | Brésil - Paraguay | 6-0             | Match amical                                                               |
| 34 | 24 avril 1962     | São Paulo               | Brésil - Paraguay | 4-0             | Match amical                                                               |
| 35 | 3 mars 1963       | Asuncion                | Paraguay - Brésil | 2-2             | Match amical                                                               |
| 36 | 17 mars 1963      | La Paz                  | Paraguay - Brésil | 2-0             | Championnat sud-américain de football de 1963                              |
| 37 | 25 juillet 1968   | Asuncion                | Paraguay - Brésil | 0-4             | Match amical                                                               |
| 38 | 28 juillet 1968   | Asuncion                | Paraguay - Brésil | 1-0             | Match amical                                                               |
| 39 | 17 août 1969      | Asuncion                | Paraguay - Brésil | 0-3             | Qualifications pour la Coupe du monde 1970 (zone AmSud - gr. 2)            |
| 40 | 31 août 1969      | Rio de Janeiro          | Brésil - Paraguay | 1-0             | Qualifications pour la Coupe du monde 1970 (zone AmSud - gr. 2)            |
| 41 | 12 avril 1970     | Rio de Janeiro          | Brésil - Paraguay | 0-0             | Match amical                                                               |
| 42 | 24 juillet 1971   | Rio de Janeiro          | Brésil - Paraguay | 1-0             | Match amical                                                               |
| 43 | 26 avril 1972     | Porto Alegre            | Brésil - Paraguay | 3-2             | Match amical                                                               |
| 44 | 12 mai 1974       | Rio de Janeiro          | Brésil - Paraguay | 2-0             | Match amical                                                               |
| 45 | 7 avril 1976      | Asuncion                | Paraguay - Brésil | 1-1             | Copa del Atlántico 1976                                                    |
| 46 | 9 juin 1976       | Rio de Janeiro          | Brésil - Paraguay | 3-1             | Copa del Atlántico 1976                                                    |
| 47 | 13 mars 1977      | Asuncion                | Paraguay - Brésil | 0-1             | Qualifications pour la Coupe du monde 1978 (zone AmSud - gr. 1)            |
| 48 | 20 mars 1977      | Rio de Janeiro          | Brésil - Paraguay | 1-1             | Qualifications pour la Coupe du monde 1978 (zone AmSud - gr. 1)            |
| 49 | 17 mai 1979       | Rio de Janeiro          | Brésil - Paraguay | 6-0             | Match amical                                                               |
| 50 | 24 octobre 1979   | Asuncion                | Paraguay - Brésil | 2-1             | Copa América 1979 (demi-finale)                                            |
| 51 | 31 octobre 1979   | Rio de Janeiro          | Brésil - Paraguay | 2-2             | Copa América 1979 (demi-finale)                                            |
| 52 | 25 septembre 1980 | Asuncion                | Paraguay - Brésil | 1-2             | Match amical                                                               |
| 53 | 30 octobre 1980   | Goiânia                 | Brésil - Paraguay | 6-0             | Match amical                                                               |
| 54 | 13 octobre 1983   | Asuncion                | Paraguay - Brésil | 1-1             | Copa América 1983 (demi-finale)                                            |
| 55 | 20 octobre 1983   | Uberlândia              | Brésil - Paraguay | 0-0             | Copa América 1983 (demi-finale)                                            |
| 56 | 15 juin 1985      | Asuncion                | Paraguay - Brésil | 0-2             | Qualifications pour la Coupe du monde 1986 (zone AmSud - gr. 3)            |
| 57 | 23 juin 1985      | Rio de Janeiro          | Brésil - Paraguay | 1-1             | Qualifications pour la Coupe du monde 1986 (zone AmSud - gr. 3)            |
| 58 | 24 juin 1987      | Porto Alegre            | Brésil - Paraguay | 1-0             | Match amical                                                               |
| 59 | 12 avril 1989     | Teresina                | Brésil - Paraguay | 2-0             | Match amical                                                               |
| 60 | 9 juillet 1989    | Recife                  | Brésil - Paraguay | 2-0             | Copa América 1989 (gr. A)                                                  |
| 61 | 14 juillet 1989   | Rio de Janeiro          | Brésil - Paraguay | 3-0             | Copa América 1989 (tour final)                                             |
| 62 | 27 février 1991   | Campo Grande            | Brésil - Paraguay | 1-1             | Match amical                                                               |
| 63 | 24 juin 1993      | Cuenca                  | Brésil - Paraguay | 3-0             | Copa América 1993 (gr. B)                                                  |
| 64 | 14 juillet 1993   | Rio de Janeiro          | Brésil - Paraguay | 2-0             | Match amical                                                               |
| 65 | 22 juin 1997      | Santa Cruz de la Sierra | Brésil - Paraguay | 2-0             | Copa América 1997 (quart de finale)                                        |
| 66 | 18 juillet 2000   | Asuncion                | Paraguay - Brésil | 2-1             | Qualification pour la Coupe du monde 2002 : zone Amérique du Sud           |
| 67 | 18 juillet 2001   | Cali                    | Brésil - Paraguay | 3-1             | Copa América 2001 (gr. B)                                                  |
| 68 | 15 août 2001      | Porto Alegre            | Brésil - Paraguay | 2-0             | Qualification pour la Coupe du monde 2002 : zone Amérique du Sud           |
| 69 | 21 août 2002      | Fortaleza               | Brésil - Paraguay | 0-1             | Match amical                                                               |
| 70 | 31 mars 2004      | Asuncion                | Paraguay - Brésil | 0-0             | Qualification pour la Coupe du monde 2006 : zone Amérique du Sud           |
| 71 | 14 juillet 2004   | Arequipa                | Paraguay - Brésil | 2-1             | Copa América 2004 (gr. C)                                                  |
| 72 | 5 juin 2005       | Porto Alegre            | Brésil - Paraguay | 4-1             | Qualification pour la Coupe du monde 2006 : zone Amérique du Sud           |
| 73 | 15 juin 2008      | Asuncion                | Paraguay - Brésil | 2-0             | Éliminatoires de la Coupe du monde de football 2010 : zone Amérique du Sud |
| 74 | 10 juin 2009      | Recife                  | Brésil - Paraguay | 2-1             | Éliminatoires de la Coupe du monde de football 2010 : zone Amérique du Sud |
| 75 | 9 juillet 2011    | Córdoba                 | Brésil - Paraguay | 2-2             | Copa América 2011 (gr. B)                                                  |
| 76 | 17 juillet 2011   | La Plata                | Brésil - Paraguay | 0-0 (tab : 0-2) | Copa América 2011 (quart de finale)                                        |
| 77 | 27 juin 2015      | Concepción              | Brésil - Paraguay | 1-1 (tab : 3-4) | Copa América 2015 (quart de finale)                                        |
| 78 | 29 mars 2016      | Asuncion                | Paraguay - Brésil | 2-2             | Éliminatoires de la Coupe du monde de football 2018 : zone Amérique du Sud |
| 79 | 28 mars 2017      | São Paulo               | Brésil - Paraguay | 3-0             | Éliminatoires de la Coupe du monde de football 2018 : zone Amérique du Sud |
| 80 | 27 juin 2019      | Porto Alegre            | Brésil - Paraguay | 0-0 (tab : 4-3) | Copa América 2019 (quart de finale)                                        |
| 81 | 8 Juin 2021       | Asuncion                | Paraguay - Brésil | 0-2             | Éliminatoire FIFA 2022                                                     |
| 82 | 2 Février 2022    | São Paulo               | Brésil - Paraguay | 4-0             | Éliminatoire FIFA 2022                                                     |
| 83 | 28 juin 2024      | Nevada                  | Paraguay - Brésil | 1-4             | Copa America 2024 (Groupe D)                                               |
| 84 | 10 Septembre 2024 | Asuncion                | Paraguay - Brésil | 1-0             | Éliminatoire FIFA 2026                                                     |
| 85 | 10 Juin 2025      | Porto Alegre            | Brésil - Paraguay | 1-0             | Éliminatoire FIFA 2026                                                     |

#### Bilan
- Total de matchs disputés : 85
- Victoires du Brésil : 48
- Victoires du Paraguay : 12
- Matchs nuls : 22
- Total de buts marqués par le Brésil : 178
- Total de buts marqués par le Paraguay : 68

### Bulgarie
|   | Date         | Lieu        | Match               | Score | Compétition                    |
| - | ------------ | ----------- | ------------------- | ----- | ------------------------------ |
| 1 | 12 juin 1998 | Montpellier | Paraguay - Bulgarie | 0-0   | Coupe du monde 1998 (Groupe D) |

#### Bilan
- Total de matchs disputés : 1
- Victoires de l'équipe de Bulgarie : 0
- Matchs nuls : 1
- Victoires de l'équipe du Paraguay : 0
- Total de buts marqués par l'équipe de Bulgarie : 0
- Total de buts marqués par l'équipe du Paraguay : 0

## C

### Cameroun

#### Confrontations
Confrontations entre le Cameroun et le Paraguay en matchs officiels.
|   | Date        | Lieu     | Match               | Score | Compétition  |
| - | ----------- | -------- | ------------------- | ----- | ------------ |
| 1 | 29 mai 2014 | Kufstein | Paraguay - Cameroun | 2-1   | Match amical |

#### Bilan
- Total de matchs disputés : 1
- Victoires du Paraguay : 1
- Victoires du Cameroun : 0
- Matchs nuls : 0
- Total de buts marqués par le Paraguay : 2
- Total de buts marqués par le Cameroun : 1

### Canada

#### Confrontations
Confrontations entre le Canada et le Paraguay en matchs officiels.
|   | Date            | Lieu      | Match             | Score | Compétition  |
| - | --------------- | --------- | ----------------- | ----- | ------------ |
| 1 | 29 janvier 1986 | Vancouver | Paraguay - Canada | 0-0   | Match amical |

#### Bilan
- Total de matchs disputés : 1
- Victoires du Paraguay : 0
- Victoires du Canada : 0
- Matchs nuls : 1
- Total de buts marqués par le Paraguay : 0
- Total de buts marqués par le Canada : 0

### Chili

#### Confrontations
Confrontations entre le Paraguay et le Chili en matchs officiels.
|    | Date               | Lieu           | Match            | Score    | Compétition                                                                |
| -- | ------------------ | -------------- | ---------------- | -------- | -------------------------------------------------------------------------- |
| 1  | 5 octobre 1922     | Rio de Janeiro | Paraguay - Chili | 3-0      | Championnat sud-américain de football de 1922                              |
| 2  | 1er novembre 1924  | Montevideo     | Paraguay - Chili | 3-1      | Championnat sud-américain de football de 1924                              |
| 3  | 3 novembre 1926    | Santiago       | Chili - Paraguay | 5-1      | Championnat sud-américain de football de 1926                              |
| 4  | 17 janvier 1937    | Buenos Aires   | Paraguay - Chili | 3-2      | Championnat sud-américain de football de 1937                              |
| 5  | 15 janvier 1939    | Lima           | Paraguay - Chili | 5-1      | Championnat sud-américain de football de 1939                              |
| 6  | 26 février 1939    | Santiago       | Chili - Paraguay | 4-1      | Match amical                                                               |
| 7  | 22 janvier 1942    | Montevideo     | Paraguay - Chili | 2-0      | Championnat sud-américain de football de 1942                              |
| 8  | 19 janvier 1946    | Buenos Aires   | Chili - Paraguay | 2-1      | Championnat sud-américain de football de 1946                              |
| 9  | 23 décembre 1947   | Guayaquil      | Paraguay - Chili | 1-0      | Championnat sud-américain de football de 1947                              |
| 10 | 27 avril 1949      | São Paulo      | Paraguay - Chili | 4-2      | Championnat sud-américain de football de 1949                              |
| 11 | 25 février 1953    | Lima           | Paraguay - Chili | 3-0      | Championnat sud-américain de football de 1953                              |
| 12 | 14 février 1954    | Asuncion       | Paraguay - Chili | 4-0      | Qualifications pour la Coupe du monde 1954 (zone AmSud)                    |
| 13 | 21 février 1954    | Santiago       | Chili - Paraguay | 1-3      | Qualifications pour la Coupe du monde 1954 (zone AmSud)                    |
| 14 | 20 mars 1955       | Santiago       | Chili - Paraguay | 5-0      | Championnat sud-américain de football de 1955                              |
| 15 | 18 février 1956    | Montevideo     | Chili - Paraguay | 2-0      | Championnat sud-américain de football de 1956                              |
| 16 | 11 mars 1959       | Buenos Aires   | Paraguay - Chili | 2-0      | Championnat sud-américain de football de 1959                              |
| 17 | 18 décembre 1960   | Santiago       | Chili - Paraguay | 4-1      | Match amical                                                               |
| 18 | 21 décembre 1960   | Valparaíso     | Chili - Paraguay | 3-1      | Match amical                                                               |
| 19 | 22 janvier 1967    | Montevideo     | Chili - Paraguay | 4-2      | Championnat sud-américain de football de 1967                              |
| 20 | 8 juin 1969        | Asuncion       | Paraguay - Chili | 0-1      | Match amical                                                               |
| 21 | 6 juillet 1969     | Santiago       | Chili - Paraguay | 0-0      | Match amical                                                               |
| 22 | 14 juillet 1971    | Santiago       | Chili - Paraguay | 3-2      | Match amical                                                               |
| 23 | 8 août 1971        | Asuncion       | Paraguay - Chili | 2-0      | Match amical                                                               |
| 24 | 26 janvier 1977    | Santiago       | Chili - Paraguay | 4-0      | Match amical                                                               |
| 25 | 2 février 1977     | Asuncion       | Paraguay - Chili | 2-0      | Match amical                                                               |
| 26 | 28 novembre 1979   | Asuncion       | Paraguay - Chili | 3-0      | Copa América 1979 (finale aller)                                           |
| 27 | 5 décembre 1979    | Santiago       | Chili - Paraguay | 1-0      | Copa América 1979 (finale retour)                                          |
| 28 | 11 décembre 1979   | Buenos Aires   | Paraguay - Chili | 0-0 (ap) | Copa América 1979 (finale, match d'appui)                                  |
| 29 | 7 juin 1981        | Asuncion       | Paraguay - Chili | 0-1      | Qualifications pour la Coupe du monde 1982 (zone AmSud - gr. 3)            |
| 30 | 21 juin 1981       | Santiago       | Chili - Paraguay | 3-0      | Qualifications pour la Coupe du monde 1982 (zone AmSud - gr. 3)            |
| 31 | 24 juillet 1983    | Asuncion       | Paraguay - Chili | 1-0      | Match amical                                                               |
| 32 | 17 août 1983       | Antofagasta    | Chili - Paraguay | 3-2      | Match amical                                                               |
| 33 | 6 février 1985     | Viña del Mar   | Chili - Paraguay | 1-0      | Match amical                                                               |
| 34 | 9 octobre 1985     | Asuncion       | Paraguay - Chili | 0-0      | Match amical                                                               |
| 35 | 19 octobre 1985    | Santiago       | Chili - Paraguay | 0-0      | Match amical                                                               |
| 36 | 10 novembre 1985   | Asuncion       | Paraguay - Chili | 3-0      | Qualifications pour la Coupe du monde 1986 (zone AmSud - barrage)          |
| 37 | 17 novembre 1985   | Santiago       | Chili - Paraguay | 2-2      | Qualifications pour la Coupe du monde 1986 (zone AmSud - barrage)          |
| 38 | 27 novembre 1988   | Asuncion       | Paraguay - Chili | 2-0      | Tournoi amical                                                             |
| 39 | 14 juillet 1991    | Santiago       | Chili - Paraguay | 4-0      | Copa América 1991 (gr. A)                                                  |
| 40 | 18 juin 1993       | Cuenca         | Paraguay - Chili | 1-0      | Copa América 1993 (gr. B)                                                  |
| 41 | 19 juin 1995       | La Serena      | Chili - Paraguay | 0-1      | Tournoi amical                                                             |
| 42 | 9 octobre 1996     | Asuncion       | Paraguay - Chili | 2-1      | Qualification pour la Coupe du monde 1998 : zone Amérique du Sud           |
| 43 | 11 juin 1997       | Cochabamba     | Paraguay - Chili | 1-0      | Copa América 1997 (gr. A)                                                  |
| 44 | 20 juillet 1997    | Santiago       | Chili - Paraguay | 2-1      | Qualification pour la Coupe du monde 1998 : zone Amérique du Sud           |
| 45 | 29 juin 2000       | Santiago       | Chili - Paraguay | 3-1      | Qualification pour la Coupe du monde 2002 : zone Amérique du Sud           |
| 46 | 2 juin 2001        | Asuncion       | Paraguay - Chili | 1-0      | Qualification pour la Coupe du monde 2002 : zone Amérique du Sud           |
| 47 | 18 novembre 2003   | Santiago       | Chili - Paraguay | 0-1      | Qualification pour la Coupe du monde 2006 : zone Amérique du Sud           |
| 48 | 11 juillet 2004    | Arequipa       | Paraguay - Chili | 1-1      | Copa América 2004 (gr. C)                                                  |
| 49 | 30 mars 2005       | Asuncion       | Paraguay - Chili | 2-1      | Qualification pour la Coupe du monde 2006 : zone Amérique du Sud           |
| 50 | 15 novembre 2006   | Viña del Mar   | Chili - Paraguay | 3-2      | Match amical                                                               |
| 51 | 21 novembre 2007   | Santiago       | Chili - Paraguay | 0-3      | Éliminatoires de la Coupe du monde de football 2010 : zone Amérique du Sud |
| 52 | 6 juin 2009        | Asuncion       | Paraguay - Chili | 0-2      | Éliminatoires de la Coupe du monde de football 2010 : zone Amérique du Sud |
| 53 | 23 juin 2011       | Asuncion       | Paraguay - Chili | 0-0      | Match amical                                                               |
| 54 | 15 novembre 2011   | Santiago       | Chili - Paraguay | 2-0      | Éliminatoires de la Coupe du monde de football 2014 : zone Amérique du Sud |
| 55 | 21 décembre 2011   | La Serena      | Chili - Paraguay | 3-2      | Match amical                                                               |
| 56 | 15 février 2012    | Luque          | Paraguay - Chili | 2-0      | Match amical                                                               |
| 57 | 7 juin 2013        | Asuncion       | Paraguay - Chili | 1-2      | Éliminatoires de la Coupe du monde de football 2014 : zone Amérique du Sud |
| 58 | 5 septembre 2015   | Santiago       | Chili - Paraguay | 3-2      | Match amical                                                               |
| 59 | 1er septembre 2016 | Asuncion       | Paraguay - Chili | 2-1      | Éliminatoires de la Coupe du monde de football 2018 : zone Amérique du Sud |
| 60 | 31 août 2017       | Santiago       | Chili - Paraguay | 0-3      | Éliminatoires de la Coupe du monde de football 2018 : zone Amérique du Sud |
| 61 | 25 Juin 2021       | Brasilla       | Chili - Paraguay | 0-2      | Copa américa                                                               |

#### Bilan
- Total de matchs disputés : 61
- Victoires du Chili : 25
- Victoires du Paraguay : 29
- Matchs nuls : 7
- Total de buts marqués par le Chili : 84
- Total de buts marqués par le Paraguay : 90

### Chine

#### Confrontations
Confrontations entre la Chine et le Paraguay en matchs officiels.
|   | Date             | Lieu     | Match            | Score | Compétition  |
| - | ---------------- | -------- | ---------------- | ----- | ------------ |
| 1 | 8 août 1996      | Pékin    | Chine - Paraguay | 0-2   | Match amical |
| 2 | 7 septembre 2010 | Nankin   | Chine - Paraguay | 1-1   | Match amical |
| 3 | 14 octobre 2014  | Changsha | Chine - Paraguay | 2-1   | Match amical |

#### Bilan
- Total de matchs disputés : 3
- Victoires du Paraguay : 1
- Victoires de la Chine : 1
- Matchs nuls : 1
- Total de buts marqués par le Paraguay : 4
- Total de buts marqués par la Chine : 3

### Colombie

#### Confrontations
Confrontations entre le Paraguay et la Colombie en matchs officiels.
|    | Date              | Lieu         | Match               | Score           | Compétition                                                                      |
| -- | ----------------- | ------------ | ------------------- | --------------- | -------------------------------------------------------------------------------- |
| 1  | 20 décembre 1947  | Guayaquil    | Paraguay - Colombie | 2-0             | Championnat sud-américain de football de 1947                                    |
| 2  | 6 avril 1949      | São Paulo    | Paraguay - Colombie | 3-0             | Championnat sud-américain de football de 1949                                    |
| 3  | 20 juin 1957      | Bogota       | Colombie - Paraguay | 2-3             | Qualifications pour la Coupe du monde 1958 (zone AmSud - gr. 3)                  |
| 4  | 23 juin 1957      | Medellín     | Colombie - Paraguay | 1-2             | Match amical                                                                     |
| 5  | 7 juillet 1957    | Asuncion     | Paraguay - Colombie | 3-0             | Qualifications pour la Coupe du monde 1958 (zone AmSud - gr. 3)                  |
| 6  | 20 mars 1963      | Cochabamba   | Colombie - Paraguay | 2-3             | Championnat sud-américain de football de 1963                                    |
| 7  | 10 août 1969      | Bogota       | Colombie - Paraguay | 0-1             | Tours préliminaires à la Coupe du monde de football 1970 : zone Amérique du Sud  |
| 8  | 24 août 1969      | Asuncion     | Paraguay - Colombie | 2-1             | Tours préliminaires à la Coupe du monde de football 1970 : zone Amérique du Sud  |
| 9  | 20 juillet 1975   | Bogota       | Colombie - Paraguay | 1-0             | Copa América 1975 (gr. C)                                                        |
| 10 | 30 juillet 1975   | Asuncion     | Paraguay - Colombie | 0-1             | Copa América 1975 (gr. C)                                                        |
| 11 | 24 février 1977   | Bogota       | Colombie - Paraguay | 0-1             | Tours préliminaires à la Coupe du monde de football 1978 : zone Amérique du Sud  |
| 12 | 6 mars 1977       | Asuncion     | Paraguay - Colombie | 1-1             | Tours préliminaires à la Coupe du monde de football 1978 : zone Amérique du Sud  |
| 13 | 15 mars 1981      | Asuncion     | Paraguay - Colombie | 0-2             | Match amical                                                                     |
| 14 | 28 février 1985   | Asuncion     | Paraguay - Colombie | 0-3             | Match amical                                                                     |
| 15 | 17 avril 1985     | Pereira      | Colombie - Paraguay | 2-0             | Match amical                                                                     |
| 16 | 19 avril 1985     | Bogota       | Colombie - Paraguay | 2-2             | Match amical                                                                     |
| 17 | 27 octobre 1985   | Asuncion     | Paraguay - Colombie | 3-0             | Tours préliminaires à la Coupe du monde de football 1986 : zone Amérique du Sud  |
| 18 | 3 novembre 1985   | Cali         | Colombie - Paraguay | 2-1             | Tours préliminaires à la Coupe du monde de football 1986 : zone Amérique du Sud  |
| 19 | 5 juillet 1987    | Rosario      | Colombie - Paraguay | 3-0             | Copa América 1987 (gr. C)                                                        |
| 20 | 5 juillet 1989    | Salvador     | Paraguay - Colombie | 1-0             | Copa América 1989 (gr. A)                                                        |
| 21 | 27 août 1989      | Asuncion     | Paraguay - Colombie | 2-1             | Tours préliminaires à la Coupe du monde de football 1990 : zone Amérique du Sud  |
| 22 | 17 septembre 1989 | Barranquilla | Colombie - Paraguay | 2-1             | Tours préliminaires à la Coupe du monde de football 1990 : zone Amérique du Sud  |
| 23 | 1er août 1993     | Barranquilla | Colombie - Paraguay | 0-0             | Tours préliminaires à la Coupe du monde de football 1994 : zone Amérique du Sud  |
| 24 | 22 août 1993      | Asuncion     | Paraguay - Colombie | 1-1             | Tours préliminaires à la Coupe du monde de football 1994 : zone Amérique du Sud  |
| 25 | 16 juillet 1995   | Montevideo   | Colombie - Paraguay | 1-1 (tab : 5-4) | Copa América 1995 (quart de finale)                                              |
| 26 | 20 avril 1996     | Barranquilla | Colombie - Paraguay | 1-0             | Qualification pour la Coupe du monde 1998 : zone Amérique du Sud                 |
| 27 | 2 avril 1997      | Asuncion     | Paraguay - Colombie | 2-1             | Qualification pour la Coupe du monde 1998 : zone Amérique du Sud                 |
| 28 | 29 mars 1998      | New Haven    | Paraguay - Colombie | 1-1             | Match amical                                                                     |
| 29 | 22 avril 1999     | Luque        | Paraguay - Colombie | 0-2             | Match amical                                                                     |
| 30 | 24 juin 1999      | Asuncion     | Paraguay - Colombie | 2-1             | Match amical                                                                     |
| 31 | 7 octobre 2000    | Bogota       | Colombie - Paraguay | 0-2             | Tours préliminaires à la Coupe du monde de football 2002 : zone Amérique du Sud  |
| 32 | 14 novembre 2001  | Asuncion     | Paraguay - Colombie | 0-4             | Tours préliminaires à la Coupe du monde de football 2002 : zone Amérique du Sud  |
| 33 | 9 octobre 2004    | Barranquilla | Colombie - Paraguay | 1-1             | Phase qualificative de la Coupe du monde de football 2006 : zone Amérique du Sud |
| 34 | 12 octobre 2005   | Asuncion     | Paraguay - Colombie | 0-1             | Phase qualificative de la Coupe du monde de football 2006 : zone Amérique du Sud |
| 35 | 28 mars 2007      | Bogota       | Colombie - Paraguay | 2-0             | Match amical                                                                     |
| 35 | 28 juin 2007      | Maracaibo    | Paraguay - Colombie | 5-0             | Copa América 2007 (gr. C)                                                        |
| 37 | 12 septembre 2007 | Bogota       | Colombie - Paraguay | 1-0             | Match amical                                                                     |
| 38 | 11 octobre 2008   | Bogota       | Colombie - Paraguay | 0-1             | Éliminatoires de la Coupe du monde de football 2010 : zone Amérique du Sud       |
| 39 | 14 octobre 2009   | Asuncion     | Paraguay - Colombie | 0-2             | Éliminatoires de la Coupe du monde de football 2010 : zone Amérique du Sud       |
| 40 | 12 octobre 2012   | Barranquilla | Colombie - Paraguay | 2-0             | Éliminatoires de la Coupe du monde de football 2014 : zone Amérique du Sud       |
| 41 | 15 octobre 2013   | Asuncion     | Paraguay - Colombie | 1-2             | Éliminatoires de la Coupe du monde de football 2014 : zone Amérique du Sud       |
| 42 | 7 juin 2016       | Pasadena     | Paraguay - Colombie | 1-2             | Copa América Centenario (gr. A)                                                  |
| 43 | 6 octobre 2016    | Asuncion     | Paraguay - Colombie | 0-1             | Éliminatoires de la Coupe du monde de football 2018 : zone Amérique du Sud       |
| 44 | 5 octobre 2017    | Barranquilla | Colombie - Paraguay | 1-2             | Éliminatoires de la Coupe du monde de football 2018 : zone Amérique du Sud       |
| 45 | 23 juin 2019      | Salvador     | Colombie - Paraguay | 1-0             | Copa América 2019 (gr. B)                                                        |
| 46 | 5 septembre 2021  | Asuncion     | Paraguay - Colombie | 1-1             | Éliminatoires de la Coupe du monde de football 2022 : zone Amérique du Sud       |
| 47 | 22 Novembre 2023  | Asuncion     | Paraguay - Colombie | 0-1             | FIFA 2026 Éliminatoire                                                           |
| 48 | 24 Juin 2024      | Texas        | Colombie - Paraguay | 2-1             | Copa America 2024 (gr. B)                                                        |
| 49 | MARS - 2025       | Barranquilla | Colombie - Paraguay |                 | FIFA 2026 Éliminatoire                                                           |

#### Bilan
- Total de matchs disputés : 48
- Victoires de la Colombie : 22
- Victoires du Paraguay : 18
- Matchs nuls : 8
- Total de buts marqués par la Colombie : 56
- Total de buts marqués par le Paraguay : 50

### Corée du Nord

#### Confrontations
Confrontations entre la Corée du Nord et le Paraguay en matchs officiels.
|   | Date        | Lieu | Match                    | Score | Compétition  |
| - | ----------- | ---- | ------------------------ | ----- | ------------ |
| 1 | 10 mai 2010 | Nyon | Paraguay - Corée du Nord | 1-0   | Match amical |

#### Bilan
- Total de matchs disputés : 1
- Victoires du Paraguay : 1
- Victoires de la Corée du Nord : 0
- Matchs nuls : 0
- Total de buts marqués par le Paraguay : 1
- Total de buts marqués par la Corée du Nord : 0

### Corée du Sud

#### Confrontations
Confrontations entre la Corée du Sud et le Paraguay en matchs officiels.
|   | Date            | Lieu        | Match                   | Score           | Compétition    |
| - | --------------- | ----------- | ----------------------- | --------------- | -------------- |
| 1 | 14 février 1986 | Hong Kong   | Paraguay - Corée du Sud | 3-1             | Match amical   |
| 2 | 27 janvier 2001 | Hong Kong   | Corée du Sud - Paraguay | 1-1 (tab : 6-5) | Tournoi amical |
| 3 | 28 avril 2004   | Incheon     | Corée du Sud - Paraguay | 0-0             | Match amical   |
| 4 | 11 janvier 2005 | Los Angeles | Corée du Sud - Paraguay | 1-1             | Match amical   |
| 5 | 12 août 2009    | Séoul       | Corée du Sud - Paraguay | 1-0             | Match amical   |
| 6 | 10 octobre 2014 | Cheonan     | Corée du Sud - Paraguay | 2-0             | Match amical   |
| 7 | 10 juin 2022    | Suwon       | Corée du Sud - Paraguay | 2-2             | Match amical   |

#### Bilan
Au 10 avril 2023 :
- Total de matchs disputés : 7
- Victoires du Paraguay : 1
- Victoires de la Corée du Sud : 2
- Matchs nuls : 4
- Total de buts marqués par le Paraguay : 7
- Total de buts marqués par la Corée du Sud : 8

### Costa Rica
|    | Date           | Lieu     | Match                 | Score | Compétition                     |
| -- | -------------- | -------- | --------------------- | ----- | ------------------------------- |
| 1  | 17 mars 1965   | San José | Costa Rica - Paraguay | 1-0   | Match amical                    |
| 2  | 19 mars 1965   | San José | Costa Rica - Paraguay | 0-0   | Match amical                    |
| 3  | 21 juin 2000   | Asuncion | Paraguay - Costa Rica | 1-0   | Match amical                    |
| 4  | 29 mars 2003   | San José | Costa Rica - Paraguay | 2-1   | Match amical                    |
| 5  | 8 juillet 2004 | Arequipa | Paraguay - Costa Rica | 1-0   | Copa América 2004 (gr. C)       |
| 6  | 11 août 2010   | Asuncion | Paraguay - Costa Rica | 2-0   | Match amical                    |
| 7  | 5 mars 2014    | San José | Costa Rica - Paraguay | 2-1   | Match amical                    |
| 8  | 26 mars 2015   | San José | Costa Rica - Paraguay | 0-0   | Match amical                    |
| 9  | 4 juin 2016    | Orlando  | Costa Rica - Paraguay | 0-0   | Copa América Centenario (gr. A) |
| 10 | 2 juillet 2024 | Texas    | Costa Rica - Paraguay | 2-1   | Copa America 2024 (gr. B)       |

#### Bilan
- Total de matchs disputés : 10
- Victoires du Costa Rica : 4
- Matchs nulss : 3
- Victoires du Paraguay : 3
- Total de buts marqués par le Costa Rica : 7
- Total de buts marqués par le Paraguay :7

### Côte d'Ivoire

#### Confrontations
Confrontations entre la Côte d'Ivoire et le Paraguay en matchs officiels.
|   | Date        | Lieu             | Match                    | Score | Compétition      |
| - | ----------- | ---------------- | ------------------------ | ----- | ---------------- |
| 1 | 22 mai 2008 | Yokohama         | Côte d'Ivoire - Paraguay | 1-1   | Coupe Kirin 2008 |
| 2 | 30 mai 2010 | Thonon-les-Bains | Côte d'Ivoire - Paraguay | 2-2   | Match amical     |

#### Bilan
- Total de matchs disputés : 2
- Victoires du Paraguay : 0
- Victoires de la Côte d'Ivoire : 0
- Matchs nuls : 2
- Total de buts marqués par le Paraguay : 3
- Total de buts marqués par la Côte d'Ivoire : 3

## D

### Danemark

#### Confrontations
Confrontations entre le Danemark et le Paraguay en matchs officiels.
|   | Date        | Lieu   | Match               | Score | Compétition  |
| - | ----------- | ------ | ------------------- | ----- | ------------ |
| 1 | 20 mai 1986 | Bogota | Paraguay - Danemark | 2-1   | Match amical |
| 2 | 27 mai 2006 | Aarhus | Danemark - Paraguay | 1-1   | Match amical |

#### Bilan
- Total de matchs disputés : 2
- Victoires du Paraguay : 1
- Victoires du Danemark : 0
- Matchs nuls : 1
- Total de buts marqués par le Paraguay : 3
- Total de buts marqués par le Danemark : 2

## E

### Écosse
|   | Date         | Lieu       | Match             | Score | Compétition                                |
| - | ------------ | ---------- | ----------------- | ----- | ------------------------------------------ |
| 1 | 11 juin 1958 | Norrköping | Paraguay - Écosse | 3-2   | Coupe du monde de football de 1958 (gr. B) |

#### Bilan
- Total de matchs disputés : 1
- Victoires de l'équipe d'Écosse : 0
- Victoires de l'équipe du Paraguay : 1
- Matchs nuls : 0

### Émirats arabes unis

#### Confrontations
Confrontations entre les Émirats arabes unis et le Paraguay en matchs officiels.
|   | Date              | Lieu            | Match                          | Score | Compétition  |
| - | ----------------- | --------------- | ------------------------------ | ----- | ------------ |
| 1 | 7 septembre 2014  | Villach         | Paraguay - Émirats arabes unis | 0-0   | Match amical |
| 2 | 23 septembre 2022 | Wiener Neustadt | Paraguay - Émirats arabes unis | 1-0   | Match amical |

#### Bilan
- Total de matchs disputés : 2
- Victoires du Paraguay : 1
- Victoires des Émirats arabes unis : 0
- Matchs nuls : 1
- Total de buts marqués par le Paraguay : 1
- Total de buts marqués par les Émirats arabes unis : 0

### Équateur

#### Confrontations
Confrontations entre le Paraguay et l'Équateur en matchs officiels.
|    | Date              | Lieu            | Match               | Score | Compétition                                                                |
| -- | ----------------- | --------------- | ------------------- | ----- | -------------------------------------------------------------------------- |
| 1  | 12 février 1939   | Lima            | Paraguay - Équateur | 3-1   | Championnat sud-américain de football de 1939                              |
| 2  | 25 janvier 1942   | Montevideo      | Paraguay - Équateur | 3-1   | Championnat sud-américain de football de 1942                              |
| 3  | 29 décembre 1947  | Guayaquil       | Équateur - Paraguay | 0-4   | Championnat sud-américain de football de 1947                              |
| 4  | 10 avril 1949     | Rio de Janeiro  | Paraguay - Équateur | 1-0   | Championnat sud-américain de football de 1949                              |
| 5  | 4 mars 1953       | Lima            | Paraguay - Équateur | 0-0   | Championnat sud-américain de football de 1953                              |
| 6  | 18 mars 1955      | Santiago        | Paraguay - Équateur | 2-0   | Championnat sud-américain de football de 1955                              |
| 7  | 25 décembre 1959  | Guayaquil       | Équateur - Paraguay | 3-1   | Championnat sud-américain de football de 1959                              |
| 8  | 14 mars 1963      | La Paz          | Paraguay - Équateur | 3-1   | Championnat sud-américain de football de 1963                              |
| 9  | 21 décembre 1966  | Guayaquil       | Équateur - Paraguay | 2-2   | Championnat sud-américain de football de 1967 (tour préliminaire)          |
| 10 | 28 décembre 1966  | Asuncion        | Paraguay - Équateur | 3-1   | Championnat sud-américain de football de 1967 (tour préliminaire)          |
| 11 | 24 juillet 1975   | Guayaquil       | Équateur - Paraguay | 2-2   | Copa América 1975 (gr. C)                                                  |
| 12 | 10 août 1975      | Asuncion        | Paraguay - Équateur | 3-1   | Copa América 1975 (gr. C)                                                  |
| 13 | 9 janvier 1977    | Asuncion        | Paraguay - Équateur | 2-0   | Match amical                                                               |
| 14 | 13 février 1977   | Quito           | Équateur - Paraguay | 2-1   | Match amical                                                               |
| 15 | 29 août 1979      | Quito           | Équateur - Paraguay | 1-2   | Copa América 1979 (gr. C)                                                  |
| 16 | 13 septembre 1979 | Asuncion        | Paraguay - Équateur | 2-0   | Copa América 1979 (gr. C)                                                  |
| 17 | 17 mai 1981       | Guayaquil       | Équateur - Paraguay | 1-0   | Qualifications pour la Coupe du monde 1982 (zone AmSud - gr. 3)            |
| 18 | 31 mai 1981       | Asuncion        | Paraguay - Équateur | 3-1   | Qualifications pour la Coupe du monde 1982 (zone AmSud - gr. 3)            |
| 19 | 7 septembre 1988  | Guayaquil       | Équateur - Paraguay | 1-5   | Match amical                                                               |
| 20 | 10 septembre 1989 | Asuncion        | Paraguay - Équateur | 2-1   | Qualifications pour la Coupe du monde 1990 (zone AmSud - gr. 2)            |
| 21 | 24 septembre 1989 | Guayaquil       | Équateur - Paraguay | 3-1   | Qualifications pour la Coupe du monde 1990 (zone AmSud - gr. 2)            |
| 22 | 26 juin 1993      | Quito           | Équateur - Paraguay | 3-0   | Copa América 1993 (quart de finale)                                        |
| 23 | 30 juin 1995      | Asuncion        | Paraguay - Équateur | 1-0   | Match amical                                                               |
| 24 | 10 novembre 1996  | Asuncion        | Paraguay - Équateur | 1-0   | Qualification pour la Coupe du monde 1998 : zone Amérique du Sud           |
| 25 | 14 juin 1997      | Cochabamba      | Équateur - Paraguay | 2-0   | Copa América 1997 (gr. A)                                                  |
| 26 | 20 août 1997      | Quito           | Équateur - Paraguay | 2-1   | Qualification pour la Coupe du monde 1998 : zone Amérique du Sud           |
| 27 | 3 juin 2000       | Asuncion        | Paraguay - Équateur | 3-1   | Qualification pour la Coupe du monde 2002 : zone Amérique du Sud           |
| 28 | 24 avril 2001     | Quito           | Équateur - Paraguay | 2-1   | Qualification pour la Coupe du monde 2002 : zone Amérique du Sud           |
| 29 | 15 novembre 2003  | Asuncion        | Paraguay - Équateur | 2-1   | Qualification pour la Coupe du monde 2006 : zone Amérique du Sud           |
| 30 | 27 mars 2005      | Quito           | Équateur - Paraguay | 5-2   | Qualification pour la Coupe du monde 2006 : zone Amérique du Sud           |
| 31 | 4 mai 2005        | East Rutherford | Équateur - Paraguay | 1-0   | Match amical                                                               |
| 32 | 17 novembre 2007  | Asuncion        | Paraguay - Équateur | 1-0   | Éliminatoires de la Coupe du monde de football 2010 : zone Amérique du Sud |
| 33 | 1er avril 2009    | Quito           | Équateur - Paraguay | 1-1   | Éliminatoires de la Coupe du monde de football 2010 : zone Amérique du Sud |
| 34 | 3 juillet 2011    | Santa Fe        | Équateur - Paraguay | 0-0   | Copa América 2011 (gr. B)                                                  |
| 35 | 11 novembre 2011  | Asuncion        | Paraguay - Équateur | 2-1   | Éliminatoires de la Coupe du monde de football 2014 : zone Amérique du Sud |
| 36 | 26 mars 2013      | Quito           | Équateur - Paraguay | 4-1   | Éliminatoires de la Coupe du monde de football 2014 : zone Amérique du Sud |
| 37 | 24 mars 2016      | Quito           | Équateur - Paraguay | 2-2   | Éliminatoires de la Coupe du monde de football 2018 : zone Amérique du Sud |
| 38 | 23 mars 2017      | Asuncion        | Paraguay - Équateur | 2-1   | Éliminatoires de la Coupe du monde de football 2018 : zone Amérique du Sud |
| 39 | 2 septembre 2021  | Quito           | Équateur - Paraguay | 2-0   | Éliminatoires de la Coupe du monde de football 2022 : zone Amérique du Sud |
| 40 | 24 mars 2022      | Ciudad del Este | Paraguay - Équateur | 3-1   | Éliminatoires de la Coupe du monde de football 2022 : zone Amérique du Sud |

#### Bilan
- Total de matchs disputés : 40
- Victoires de l'Équateur : 14
- Victoires du Paraguay : 24
- Matchs nuls : 6
- Total de buts marqués par l'Équateur : 52
- Total de buts marqués par le Paraguay : 62

### Espagne
|   | Date            | Lieu          | Match              | Score | Compétition                           |
| - | --------------- | ------------- | ------------------ | ----- | ------------------------------------- |
| 1 | 19 juin 1998    | Saint-Étienne | Espagne - Paraguay | 0-0   | Coupe du monde 1998 (gr. D)           |
| 2 | 7 juin 2002     | Jeonju        | Espagne - Paraguay | 3-1   | Coupe du monde 2002 (gr. B)           |
| 3 | 16 octobre 2002 | Logroño       | Espagne - Paraguay | 0-0   | Match amical                          |
| 4 | 3 juillet 2010  | Johannesbourg | Paraguay - Espagne | 0-1   | Coupe du monde 2010 (quart de finale) |

#### Bilan
- Total de matchs disputés : 4
- Victoires de l'équipe d'Espagne : 2
- Victoires de l'équipe du Paraguay : 0
- Matchs nuls : 2

### États-Unis

#### Confrontations
Confrontations entre le Paraguay et les États-Unis en matchs officiels.
|   | Date            | Lieu         | Match                 | Score | Compétition                     |
| - | --------------- | ------------ | --------------------- | ----- | ------------------------------- |
| 1 | 20 juillet 1930 | Montevideo   | États-Unis - Paraguay | 3-0   | Coupe du monde 1930 (gr. D)     |
| 2 | 4 juin 1997     | Saint-Louis  | États-Unis - Paraguay | 0-0   | Match amical                    |
| 3 | 14 mars 1998    | San Diego    | États-Unis - Paraguay | 2-2   | Match amical                    |
| 4 | 6 juillet 2003  | Columbus     | États-Unis - Paraguay | 2-0   | Match amical                    |
| 5 | 2 juillet 2007  | Barinas      | Paraguay - États-Unis | 3-1   | Copa América 2007 (gr. C)       |
| 6 | 29 mars 2011    | Nashville    | États-Unis - Paraguay | 0-1   | Match amical                    |
| 7 | 11 juin 2016    | Philadelphie | États-Unis - Paraguay | 1-0   | Copa América Centenario (gr. A) |
| 8 | 28 mars 2018    | Cary         | États-Unis - Paraguay | 1-0   | Match amical                    |

#### Bilan
- Total de matchs disputés : 8
- Victoires de l'équipe des États-Unis : 4
- Victoires de l'équipe du Paraguay : 2
- Matchs nuls : 2
- Total de buts marqués par l'équipe des États-Unis : 10
- Total de buts marqués par l'équipe du Paraguay : 6

## F

### France

#### Confrontations
Confrontations entre la France et le Paraguay en matchs officiels.
|   | Date          | Lieu       | Match             | Score      | Compétition                              |
| - | ------------- | ---------- | ----------------- | ---------- | ---------------------------------------- |
| 1 | 8 juin 1958   | Norrköping | France - Paraguay | 7-3        | Coupe du monde 1958 (gr. B)              |
| 2 | 28 juin 1998  | Lens       | France - Paraguay | 1-0 b.e.o. | Coupe du monde 1998 (huitième de finale) |
| 3 | 31 mai 2008   | Toulouse   | France - Paraguay | 0-0        | Match amical                             |
| 4 | 1er juin 2014 | Nice       | France - Paraguay | 1-1        | Match amical                             |
| 5 | 2 juin 2017   | Rennes     | France - Paraguay | 5-0        | Match amical                             |

#### Bilan
- Total de matches disputés : 5
- Victoires de la France : 3
- Victoires du Paraguay : 0
- Matchs nuls : 2
- Total de buts marqués par la France : 14
- Total de buts marqués par le Paraguay : 4

## G

### Géorgie

#### Confrontations
Confrontations entre la Géorgie et le Paraguay en matchs officiels.
|   | Date        | Lieu     | Match              | Score | Compétition  |
| - | ----------- | -------- | ------------------ | ----- | ------------ |
| 1 | 31 mai 2006 | Dornbirn | Géorgie - Paraguay | 0-1   | Match amical |

#### Bilan
- Total de matches disputés : 1
- Victoires de la Géorgie : 0
- Victoires du Paraguay : 1
- Matchs nuls : 0
- Total de buts marqués par la Géorgie : 0
- Total de buts marqués par le Paraguay : 1

### Grèce

#### Confrontations
Confrontations entre la Grèce et le Paraguay en matchs officiels.
|   | Date        | Lieu        | Match            | Score | Compétition  |
| - | ----------- | ----------- | ---------------- | ----- | ------------ |
| 1 | 2 juin 2010 | Winterthour | Grèce - Paraguay | 0-2   | Match amical |

#### Bilan
- Total de matches disputés : 1
- Victoires de la Grèce : 0
- Victoires du Paraguay : 1
- Matchs nuls : 0
- Total de buts marqués par la Grèce : 0
- Total de buts marqués par le Paraguay : 1

### Guatemala

#### Confrontations
Confrontations entre le Guatemala et le Paraguay en matchs officiels.
|    | Date             | Lieu        | Match                | Score | Compétition    |
| -- | ---------------- | ----------- | -------------------- | ----- | -------------- |
| 1  | 10 mai 1965      | Guatemala   | Guatemala - Paraguay | 1-4   | Match amical   |
| 2  | 14 mai 1965      | Guatemala   | Guatemala - Paraguay | 3-0   | Match amical   |
| 3  | 7 mai 1989       | Miami       | Paraguay - Guatemala | 2-1   | Tournoi amical |
| 4  | 3 mars 1999      | Guatemala   | Guatemala - Paraguay | 2-3   | Tournoi amical |
| 5  | 15 octobre 1999  | Guatemala   | Guatemala - Paraguay | 0-0   | Match amical   |
| 6  | 23 janvier 2005  | Los Angeles | Paraguay - Guatemala | 2-1   | Match amical   |
| 7  | 22 février 2012  | Asuncion    | Paraguay - Guatemala | 2-1   | Match amical   |
| 8  | 25 avril 2012    | Guatemala   | Guatemala - Paraguay | 0-1   | Match amical   |
| 9  | 15 août 2012     | Washington  | Guatemala - Paraguay | 3-3   | Match amical   |
| 10 | 14 novembre 2012 | Luque       | Paraguay - Guatemala | 3-1   | Match amical   |
| 11 | 9 juin 2019      | Asuncion    | Paraguay - Guatemala | 2-0   | Match amical   |

#### Bilan
Au 16 juin 2019 :
- Total de matchs disputés : 11
- Victoires du Paraguay : 8
- Victoires du Guatemala : 1
- Matchs nuls : 2
- Total de buts marqués par le Paraguay : 22
- Total de buts marqués par le Guatemala : 13

## H

### Honduras

#### Confrontations
Confrontations entre le Honduras et le Paraguay en matchs officiels.
|   | Date              | Lieu            | Match               | Score | Compétition  |
| - | ----------------- | --------------- | ------------------- | ----- | ------------ |
| 1 | 12 septembre 1988 | Tegucigalpa     | Honduras - Paraguay | 0-0   | Match amical |
| 2 | 15 septembre 1988 | Tegucigalpa     | Honduras - Paraguay | 0-2   | Match amical |
| 3 | 2 avril 2003      | Tegucigalpa     | Honduras - Paraguay | 1-1   | Match amical |
| 4 | 6 février 2008    | San Pedro Sula  | Honduras - Paraguay | 2-0   | Match amical |
| 5 | 6 septembre 2011  | San Pedro Sula  | Honduras - Paraguay | 0-3   | Match amical |
| 6 | 6 juin 2015       | Asuncion        | Paraguay - Honduras | 2-2   | Match amical |
| 7 | 5 juin 2019       | Ciudad del Este | Paraguay - Honduras | 1-1   | Match amical |

#### Bilan
Au 16 juin 2019 :
- Total de matchs disputés : 7
- Victoires du Paraguay : 2
- Matchs nuls : 4
- Victoires du Honduras : 1
- Total de buts marqués par le Paraguay : 9
- Total de buts marqués par le Honduras : 6

### Hong Kong

#### Confrontations
Confrontations entre Hong Kong et le Paraguay en matchs officiels.
|   | Date             | Lieu      | Match                | Score | Compétition  |
| - | ---------------- | --------- | -------------------- | ----- | ------------ |
| 1 | 11 février 1986  | Hong Kong | Hong Kong - Paraguay | 1-1   | Match amical |
| 2 | 17 novembre 2010 | Hong Kong | Hong Kong - Paraguay | 0-7   | Match amical |

#### Bilan
- Total de matchs disputés : 2
- Victoires du Paraguay : 1
- Victoires de Hong Kong : 0
- Matchs nuls : 1
- Total de buts marqués par le Paraguay : 8
- Total de buts marqués par Hong Kong : 1

### Hongrie

#### Confrontations
Confrontations entre la Hongrie et le Paraguay en matchs officiels.
|   | Date            | Lieu     | Match              | Score | Compétition  |
| - | --------------- | -------- | ------------------ | ----- | ------------ |
| 1 | 13 février 2000 | Asuncion | Paraguay - Hongrie | 1-1   | Match amical |

#### Bilan
- Total de matches disputés : 1
- Victoires de la Hongrie : 0
- Victoires du Paraguay : 0
- Matchs nuls : 1
- Total de buts marqués par la Hongrie : 1
- Total de buts marqués par le Paraguay : 1

## I

### Indonésie

#### Confrontations
Confrontations entre l'Indonésie et le Paraguay en matchs officiels.
|   | Date            | Lieu    | Match                | Score | Compétition  |
| - | --------------- | ------- | -------------------- | ----- | ------------ |
| 1 | 16 février 1986 | Jakarta | Indonésie - Paraguay | 2-3   | Match amical |

#### Bilan
- Total de matchs disputés : 1
- Victoires du Paraguay : 1
- Victoires de l'Indonésie : 0
- Matchs nuls : 0
- Total de buts marqués par le Paraguay : 3
- Total de buts marqués par l'Indonésie : 2

### Irak

#### Confrontations
Confrontations entre l'Irak et le Paraguay en matchs officiels.
|   | Date        | Lieu   | Match           | Score | Compétition                 |
| - | ----------- | ------ | --------------- | ----- | --------------------------- |
| 1 | 4 juin 1986 | Toluca | Paraguay - Irak | 1-0   | Coupe du monde 1986 (gr. B) |

#### Bilan
- Total de matchs disputés : 1
- Victoires du Paraguay : 1
- Victoires de l'Irak : 0
- Matchs nuls : 0
- Total de buts marqués par le Paraguay : 1
- Total de buts marqués par l'Irak : 0

### Iran

#### Confrontations
Confrontations entre l'Iran et le Paraguay en matchs officiels.
|   | Date              | Lieu   | Match           | Score           | Compétition    |
| - | ----------------- | ------ | --------------- | --------------- | -------------- |
| 1 | 19 septembre 2002 | Tabriz | Iran - Paraguay | 1-1 (tab : 4-3) | Tournoi amical |

#### Bilan
- Total de matchs disputés : 1
- Victoires du Paraguay : 0
- Victoires de l'Iran : 0
- Matchs nuls : 1
- Total de buts marqués par le Paraguay : 1
- Total de buts marqués par l'Iran : 1

### Irlande

#### Confrontations
Confrontations entre l'Irlande et le Paraguay en matchs officiels.
|   | Date            | Lieu   | Match              | Score | Compétition  |
| - | --------------- | ------ | ------------------ | ----- | ------------ |
| 1 | 10 février 1999 | Dublin | Irlande - Paraguay | 2-0   | Match amical |
| 2 | 25 mai 2012     | Dublin | Irlande - Paraguay | 2-1   | Match amical |

#### Bilan
- Total de matchs disputés : 2
- Victoires du Paraguay : 0
- Victoires de l'Irlande : 2
- Matchs nuls : 0
- Total de buts marqués par le Paraguay : 1
- Total de buts marqués par l'Irlande : 4

### Italie
|   | Date           | Lieu      | Match             | Score | Compétition                 |
| - | -------------- | --------- | ----------------- | ----- | --------------------------- |
| 1 | 2 juillet 1950 | São Paulo | Italie - Paraguay | 2-0   | Coupe du monde 1950 (gr. 3) |
| 2 | 22 avril 1998  | Parme     | Italie - Paraguay | 3-1   | Match amical                |
| 3 | 14 juin 2010   | Le Cap    | Italie - Paraguay | 1-1   | Coupe du monde 2010 (gr. F) |

#### Bilan
- Total de matchs disputés : 3
- Victoires de l'équipe d'Italie : 2
- Victoires de l'équipe du Paraguay : 0
- Matchs nuls : 1

## J

### Jamaïque

#### Confrontations
Confrontations entre la Jamaïque et le Paraguay en matchs officiels.
|   | Date           | Lieu        | Match               | Score | Compétition               |
| - | -------------- | ----------- | ------------------- | ----- | ------------------------- |
| 1 | 5 février 1986 | Miami       | Paraguay - Jamaïque | 4-1   | Match amical              |
| 2 | 12 mars 1989   | Kingston    | Jamaïque - Paraguay | 0-3   | Match amical              |
| 3 | 5 mars 1999    | Guatemala   | Paraguay - Jamaïque | 3-1   | Tournoi amical            |
| 4 | 31 mars 1999   | Kingston    | Jamaïque - Paraguay | 3-0   | Match amical              |
| 5 | 2 juillet 2003 | Kingston    | Jamaïque - Paraguay | 2-0   | Match amical              |
| 6 | 13 juin 2015   | Antofagasta | Paraguay - Jamaïque | 1-0   | Copa América 2015 (gr. B) |

#### Bilan
- Total de matchs disputés : 6
- Victoires du Paraguay : 4
- Victoires de la Jamaïque : 2
- Matchs nuls : 0
- Total de buts marqués par le Paraguay : 11
- Total de buts marqués par la Jamaïque : 7

### Japon

#### Confrontations
Confrontations entre le Japon et le Paraguay en matchs officiels.
|    | Date              | Lieu      | Match            | Score             | Compétition                             |
| -- | ----------------- | --------- | ---------------- | ----------------- | --------------------------------------- |
| 1  | 20 septembre 1995 | Tokyo     | Japon - Paraguay | 1-2               | Match amical                            |
| 2  | 17 mai 1998       | Tokyo     | Japon - Paraguay | 1-1               | Coupe Kirin 1998                        |
| 3  | 2 juillet 1999    | Asuncion  | Paraguay - Japon | 4-0               | Copa América 1999 - 1er tour (Groupe A) |
| 4  | 1er juillet 2001  | Sapporo   | Japon - Paraguay | 2-0               | Coupe Kirin 2001                        |
| 5  | 11 juin 2003      | Saitama   | Japon - Paraguay | 0-0               | Coupe Kirin 2003                        |
| 6  | 27 mai 2008       | Saitama   | Japon - Paraguay | 0-0               | Coupe Kirin 2008                        |
| 7  | 29 juin 2010      | Pretoria  | Paraguay-Japon   | 0-0 (t.a.b : 5-3) | Coupe du monde 2010 - 1/8 Finale        |
| 8  | 4 septembre 2010  | Yokohama  | Japon - Paraguay | 1-0               | Match amical                            |
| 9  | 12 juin 2018      | Innsbruck | Japon - Paraguay | 4-2               | Match amical                            |
| 10 | 5 septembre 2019  | Kashima   | Japon - Paraguay | 2-0               | Match amical                            |
| 11 | 2 juin 2022       | Sapporo   | Japon - Paraguay | 4-1               | Match amical                            |

#### Bilan
Au 10 avril 2023 :
- Total de matchs disputés : 11
- Victoires du Paraguay : 3
- Matchs nuls : 4
- Victoires du Japon : 8
- Total de buts marqués par le Paraguay : 10
- Total de buts marqués par le Japon : 15

### Jordanie

#### Confrontations
Confrontations entre la Jordanie et le Paraguay en matchs officiels.
|   | Date              | Lieu  | Match               | Score | Compétition  |
| - | ----------------- | ----- | ------------------- | ----- | ------------ |
| 1 | 10 septembre 2019 | Amman | Jordanie - Paraguay | 2-4   | Match amical |

#### Bilan
Au 3 novembre 2019 :
- Total de matchs disputés : 1
- Victoires du Paraguay : 1
- Matchs nuls : 0
- Victoires de la Jordanie : 0
- Total de buts marqués par le Paraguay : 4
- Total de buts marqués par la Jordanie : 2

## M

### Maroc
Confrontations entre le Maroc et le Paraguay en matchs officiels.
|   | Date              | Lieu    | Match            | Score | Compétition  |
| - | ----------------- | ------- | ---------------- | ----- | ------------ |
| 1 | 27 septembre 2022 | Séville | Paraguay - Maroc | 0-0   | Match amical |

#### Bilan
Au 28 septembre 2022 :
- Total de matchs disputés : 1
- Victoires du Paraguay : 0
- Match nul : 1
- Victoires du Maroc : 0
- Total de buts marqués par le Paraguay : 0
- Total de buts marqués par le Maroc : 0

### Mexique

#### Confrontations
Confrontations entre le Mexique et le Paraguay en matchs officiels.
|    | Date               | Lieu                 | Match              | Score | Compétition                                          |
| -- | ------------------ | -------------------- | ------------------ | ----- | ---------------------------------------------------- |
| 1  | 29 octobre 1961    | Mexico               | Mexique - Paraguay | 1-0   | Qualifications pour la Coupe du monde 1962 (barrage) |
| 2  | 5 novembre 1961    | Asuncion             | Paraguay - Mexique | 0-0   | Qualifications pour la Coupe du monde 1962 (barrage) |
| 3  | 24 avril 1966      | Mexico               | Mexique - Paraguay | 7-0   | Match amical                                         |
| 4  | 7 juin 1986        | Mexico               | Mexique - Paraguay | 1-1   | Coupe du monde 1986 (gr. B)                          |
| 5  | 10 juin 1993       | Mexico               | Mexique - Paraguay | 3-1   | Match amical                                         |
| 6  | 6 juillet 1995     | Maldonado            | Paraguay - Mexique | 2-1   | Copa América 1995 (gr. A)                            |
| 7  | 18 mars 1998       | Mexico               | Mexique - Paraguay | 1-1   | Match amical                                         |
| 8  | 28 avril 1999      | Pedro Juan Caballero | Paraguay - Mexique | 2-1   | Match amical                                         |
| 9  | 13 octobre 1999    | Chicago              | Paraguay - Mexique | 1-0   | Match amical                                         |
| 10 | 15 juillet 2001    | Cali                 | Paraguay - Mexique | 0-0   | Copa América 2001 (gr. B)                            |
| 11 | 26 mars 2003       | San Diego            | Mexique - Paraguay | 1-1   | Match amical                                         |
| 12 | 29 mars 2006       | Chicago              | Mexique - Paraguay | 2-1   | Match amical                                         |
| 13 | 25 mars 2007       | Monterrey            | Mexique - Paraguay | 2-1   | Match amical                                         |
| 14 | 5 juin 2007        | Mexico               | Mexique - Paraguay | 0-1   | Match amical                                         |
| 15 | 8 juillet 2007     | Maturín              | Mexique - Paraguay | 6-0   | Copa América 2007 (quart de finale)                  |
| 16 | 26 mars 2011       | Oakland              | Mexique - Paraguay | 3-1   | Match amical                                         |
| 17 | 31 mars 2015       | Kansas City          | Mexique - Paraguay | 1-0   | Match amical                                         |
| 18 | 28 mai 2016        | Atlanta              | Mexique - Paraguay | 1-0   | Match amical                                         |
| 19 | 2 juillet 2017     | Seattle              | Mexique - Paraguay | 2-1   | Match amical                                         |
| 20 | 26 mars 2019       | Santa Clara          | Mexique - Paraguay | 4-2   | Match amical                                         |
| 21 | 1er septembre 2022 | Atlanta              | Mexique - Paraguay | 0-1   | Match amical                                         |

#### Bilan
Au 9 septembre 2022 :
- Total de matchs disputés : 21
- Victoires du Paraguay : 5
- Victoires du Mexique : 11
- Matchs nuls : 5
- Total de buts marqués par le Paraguay : 17
- Total de buts marqués par le Mexique : 34

## N

### Nicaragua

#### Confrontations
Confrontations entre le Nicaragua et le Paraguay en matchs officiels.
|   | Date         | Lieu     | Match                | Score | Compétition  |
| - | ------------ | -------- | -------------------- | ----- | ------------ |
| 1 | 18 juin 2023 | Asunción | Paraguay - Nicaragua | 2-0   | Match amical |

#### Bilan
- Total de matchs disputés : a
- Victoires du Paraguay : 1
- Victoires du Nicaragua : 0
- Matchs nuls : 0
- Total de buts marqués par le Paraguay : 2
- Total de buts marqués par le Nicaragua : 0

### Nigeria

#### Confrontations
Confrontations entre le Nigeria et le Paraguay en matchs officiels.
|   | Date         | Lieu     | Match              | Score | Compétition                 |
| - | ------------ | -------- | ------------------ | ----- | --------------------------- |
| 1 | 24 juin 1998 | Toulouse | Paraguay - Nigeria | 3-1   | Coupe du monde 1998 (gr. D) |
| 2 | 26 mars 2002 | Londres  | Paraguay - Nigeria | 1-1   | Match amical                |

#### Bilan
- Total de matchs disputés : 2
- Victoires du Paraguay : 1
- Victoires du Nigeria : 0
- Matchs nuls : 1
- Total de buts marqués par le Paraguay : 4
- Total de buts marqués par le Nigeria : 2

### Norvège

#### Confrontations
Confrontations entre la Norvège et le Paraguay en matchs officiels.
|   | Date        | Lieu | Match              | Score | Compétition  |
| - | ----------- | ---- | ------------------ | ----- | ------------ |
| 1 | 24 mai 2006 | Oslo | Norvège - Paraguay | 2-2   | Match amical |

#### Bilan
- Total de matchs disputés : 1
- Victoires du Paraguay : 0
- Victoires de la Norvège : 0
- Matchs nuls : 1
- Total de buts marqués par le Paraguay : 2
- Total de buts marqués par la Norvège : 2

### Nouvelle-Zélande

#### Confrontations
Confrontations entre la Nouvelle-Zélande et le Paraguay en matchs officiels.
|   | Date            | Lieu         | Match                       | Score | Compétition                 |
| - | --------------- | ------------ | --------------------------- | ----- | --------------------------- |
| 1 | 22 juin 1995    | Viña del Mar | Paraguay - Nouvelle-Zélande | 3-2   | Tournoi amical              |
| 2 | 24 juin 2010    | Polokwane    | Paraguay - Nouvelle-Zélande | 0-0   | Coupe du monde 2010 (gr. F) |
| 3 | 12 octobre 2010 | Wellington   | Nouvelle-Zélande - Paraguay | 0-2   | Match amical                |

#### Bilan
- Total de matchs disputés : 3
- Victoires du Paraguay : 2
- Victoires de la Nouvelle-Zélande : 0
- Matchs nuls : 1
- Total de buts marqués par le Paraguay : 5
- Total de buts marqués par la Nouvelle-Zélande : 2

## O

### Oman

#### Confrontations
Confrontations entre Oman et le Paraguay en matchs officiels.
|   | Date             | Lieu    | Match           | Score | Compétition  |
| - | ---------------- | ------- | --------------- | ----- | ------------ |
| 1 | 19 novembre 2008 | Mascate | Oman - Paraguay | 0-1   | Match amical |

#### Bilan
- Total de matchs disputés : 1
- Victoires du Paraguay : 1
- Victoires d'Oman : 0
- Matchs nuls : 0
- Total de buts marqués par le Paraguay : 1
- Total de buts marqués par Oman : 0

## P

### Panama

#### Confrontations
Confrontations entre le Panama et le Paraguay en matchs officiels.
|   | Date             | Lieu     | Match             | Score | Compétition  |
| - | ---------------- | -------- | ----------------- | ----- | ------------ |
| 1 | 19 mars 1961     | Panama   | Panama - Paraguay | 0-0   | Match amical |
| 2 | 22 février 1977  | Panama   | Panama - Paraguay | 0-4   | Match amical |
| 3 | 20 août 2003     | Panama   | Panama - Paraguay | 1-2   | Match amical |
| 4 | 2 septembre 2011 | Panama   | Panama - Paraguay | 0-2   | Match amical |
| 5 | 29 février 2012  | Asuncion | Paraguay - Panama | 1-0   | Match amical |

#### Bilan
- Total de matchs disputés : 5
- Victoires du Paraguay : 4
- Victoires du Panama : 0
- Matchs nuls : 1
- Total de buts marqués par le Paraguay : 9
- Total de buts marqués par le Panama : 1

### Pays-Bas

#### Confrontations
Confrontations entre les Pays-Bas et le Paraguay en matchs officiels.
|   | Date             | Lieu       | Match               | Score | Compétition  |
| - | ---------------- | ---------- | ------------------- | ----- | ------------ |
| 1 | 1er juin 1998    | Eindhoven  | Pays-Bas - Paraguay | 5-1   | Match amical |
| 2 | 18 novembre 2009 | Heerenveen | Pays-Bas - Paraguay | 0-0   | Match amical |

#### Bilan
- Total de matchs disputés : 2
- Victoires du Paraguay : 0
- Victoires des Pays-Bas : 1
- Matchs nuls : 1
- Total de buts marqués par le Paraguay : 1
- Total de buts marqués par les Pays-Bas : 5

### Pays de Galles

#### Confrontations
Confrontations entre le Pays de Galles et le Paraguay en matchs officiels.
|   | Date          | Lieu    | Match                     | Score | Compétition  |
| - | ------------- | ------- | ------------------------- | ----- | ------------ |
| 1 | 1er mars 2006 | Cardiff | Pays de Galles - Paraguay | 0-0   | Match amical |

#### Bilan
- Total de matchs disputés : 1
- Victoires du Paraguay : 0
- Victoires du Pays de Galles : 0
- Matchs nuls : 1
- Total de buts marqués par le Paraguay : 0
- Total de buts marqués par le Pays de Galles : 0

### Pérou

#### Confrontations
Confrontations entre le Paraguay et le Pérou en matchs officiels.
|    | Date              | Lieu                 | Match            | Score | Compétition                                                                |
| -- | ----------------- | -------------------- | ---------------- | ----- | -------------------------------------------------------------------------- |
| 1  | 16 novembre 1929  | Buenos Aires         | Paraguay - Pérou | 5-0   | Championnat sud-américain de football de 1929                              |
| 2  | 24 janvier 1937   | Buenos Aires         | Pérou - Paraguay | 1-0   | Championnat sud-américain de football de 1937                              |
| 3  | 29 janvier 1939   | Lima                 | Pérou - Paraguay | 3-0   | Championnat sud-américain de football de 1939                              |
| 4  | 18 janvier 1942   | Montevideo           | Pérou - Paraguay | 1-1   | Championnat sud-américain de football de 1942                              |
| 5  | 6 décembre 1947   | Guayaquil            | Paraguay - Pérou | 2-2   | Championnat sud-américain de football de 1947                              |
| 6  | 13 avril 1949     | Rio de Janeiro       | Paraguay - Pérou | 3-1   | Championnat sud-américain de football de 1949                              |
| 7  | 8 mars 1953       | Lima                 | Pérou - Paraguay | 2-2   | Championnat sud-américain de football de 1953                              |
| 8  | 23 mars 1955      | Santiago             | Pérou - Paraguay | 1-1   | Championnat sud-américain de football de 1955                              |
| 9  | 5 février 1956    | Montevideo           | Pérou - Paraguay | 1-1   | Championnat sud-américain de football de 1956                              |
| 10 | 2 avril 1959      | Buenos Aires         | Paraguay - Pérou | 2-1   | Championnat sud-américain de football de 1959                              |
| 11 | 27 mars 1963      | Cochabamba           | Paraguay - Pérou | 4-1   | Championnat sud-américain de football de 1963                              |
| 12 | 3 avril 1965      | Lima                 | Pérou - Paraguay | 0-1   | Match amical                                                               |
| 13 | 9 juillet 1969    | Lima                 | Pérou - Paraguay | 2-1   | Match amical                                                               |
| 14 | 18 juillet 1969   | Lima                 | Pérou - Paraguay | 2-1   | Match amical                                                               |
| 15 | 27 juillet 1971   | Lima                 | Pérou - Paraguay | 0-0   | Match amical                                                               |
| 16 | 15 août 1971      | Asuncion             | Paraguay - Pérou | 2-0   | Match amical                                                               |
| 17 | 14 juin 1972      | Campo Grande         | Paraguay - Pérou | 1-0   | Coupe de l'Indépendance (gr. 3)                                            |
| 18 | 28 mars 1973      | Lima                 | Pérou - Paraguay | 1-0   | Match amical                                                               |
| 19 | 8 avril 1973      | Asuncion             | Paraguay - Pérou | 1-1   | Match amical                                                               |
| 20 | 10 juillet 1975   | Lima                 | Pérou - Paraguay | 2-0   | Match amical                                                               |
| 21 | 13 octobre 1979   | Lima                 | Pérou - Paraguay | 2-3   | Match amical                                                               |
| 22 | 5 octobre 1983    | Lima                 | Pérou - Paraguay | 0-2   | Match amical                                                               |
| 23 | 7 octobre 1983    | Asuncion             | Paraguay - Pérou | 4-1   | Match amical                                                               |
| 24 | 16 octobre 1985   | Lima                 | Pérou - Paraguay | 0-1   | Match amical                                                               |
| 25 | 21 septembre 1988 | Lima                 | Pérou - Paraguay | 0-1   | Match amical                                                               |
| 26 | 15 mai 1989       | Asuncion             | Paraguay - Pérou | 1-1   | Match amical                                                               |
| 27 | 1er juillet 1989  | Salvador             | Paraguay - Pérou | 5-2   | Copa América 1989 (gr. A)                                                  |
| 28 | 14 juillet 1991   | Santiago             | Paraguay - Pérou | 1-0   | Copa América 1991 (gr. A)                                                  |
| 29 | 18 juin 1993      | Cuenca               | Paraguay - Pérou | 1-1   | Copa América 1993 (gr. B)                                                  |
| 30 | 15 août 1993      | Asuncion             | Paraguay - Pérou | 2-1   | Qualification pour la Coupe du monde 1994 (zone AmSud - gr. A)             |
| 31 | 5 septembre 1993  | Lima                 | Pérou - Paraguay | 2-2   | Qualification pour la Coupe du monde 1994 (zone AmSud - gr. A)             |
| 32 | 17 février 1997   | Asuncion             | Paraguay - Pérou | 2-1   | Qualification pour la Coupe du monde 1998 : zone Amérique du Sud           |
| 33 | 16 novembre 1997  | Lima                 | Pérou - Paraguay | 1-0   | Qualification pour la Coupe du monde 1998 : zone Amérique du Sud           |
| 34 | 5 juillet 1999    | Pedro Juan Caballero | Paraguay - Pérou | 1-0   | Copa América 1999 (gr. A)                                                  |
| 35 | 29 mars 2000      | Lima                 | Pérou - Paraguay | 1-0   | Qualification pour la Coupe du monde 2002 : zone Amérique du Sud           |
| 36 | 15 novembre 2000  | Asuncion             | Paraguay - Pérou | 5-1   | Qualification pour la Coupe du monde 2002 : zone Amérique du Sud           |
| 37 | 12 juillet 2001   | Cali                 | Paraguay - Pérou | 3-3   | Copa América 2001 (gr. B)                                                  |
| 38 | 30 avril 2003     | Lima                 | Pérou - Paraguay | 0-1   | Match amical                                                               |
| 39 | 6 septembre 2003  | Lima                 | Pérou - Paraguay | 4-1   | Qualification pour la Coupe du monde 2006 : zone Amérique du Sud           |
| 40 | 13 octobre 2004   | Asuncion             | Paraguay - Pérou | 1-1   | Qualification pour la Coupe du monde 2006 : zone Amérique du Sud           |
| 41 | 13 octobre 2007   | Lima                 | Pérou - Paraguay | 0-0   | Éliminatoires de la Coupe du monde de football 2010 : zone Amérique du Sud |
| 42 | 15 octobre 2008   | Asuncion             | Paraguay - Pérou | 1-0   | Éliminatoires de la Coupe du monde de football 2010 : zone Amérique du Sud |
| 43 | 11 février 2009   | Lima                 | Pérou - Paraguay | 0-1   | Match amical                                                               |
| 44 | 7 octobre 2011    | Lima                 | Pérou - Paraguay | 2-0   | Éliminatoires de la Coupe du monde de football 2014 : zone Amérique du Sud |
| 45 | 16 octobre 2012   | Asuncion             | Paraguay - Pérou | 1-0   | Éliminatoires de la Coupe du monde de football 2014 : zone Amérique du Sud |
| 46 | 14 novembre 2014  | Asuncion             | Paraguay - Pérou | 2-1   | Match amical                                                               |
| 47 | 17 novembre 2014  | Lima                 | Pérou - Paraguay | 2-1   | Match amical                                                               |
| 48 | 3 juillet 2015    | Concepción           | Pérou - Paraguay | 2-0   | Copa América 2015 (match pour la 3e place)                                 |
| 49 | 13 novembre 2015  | Lima                 | Pérou - Paraguay | 1-0   | Éliminatoires de la Coupe du monde de football 2018 : zone Amérique du Sud |
| 50 | 10 novembre 2016  | Asuncion             | Paraguay - Pérou | 1-4   | Éliminatoires de la Coupe du monde de football 2018 : zone Amérique du Sud |
| 51 | 8 juin 2017       | Trujillo             | Pérou - Paraguay | 1-0   | Match amical                                                               |
| 52 | 22 mars 2019      | Harrison             | Pérou - Paraguay | 1-0   | Match amical                                                               |
| 53 | 8 octobre 2020    | Asuncion             | Paraguay - Peróu | 2-2   | Éliminatoires de la Coupe du monde de football 2022 : zone Amérique du Sud |
| 54 | 2 juillet 2021    | Goiânia              | Pérou - Paraguay | 3-3   | Copa América 2021 (quart de finale)                                        |
| 55 | 29 mars 2022      | Lima                 | Peróu - Paraguay | 2-0   | Éliminatoires de la Coupe du monde de football 2022 : zone Amérique du Sud |
| 56 | 16 novembre 2022  | Lima                 | Peróu - Paraguay | 1-0   | Match amical                                                               |
| 57 | 7 septembre 2023  | Ciudad del Este      | Paraguay - Pérou | 0-0   | Éliminatoires de la Coupe du monde de football 2026 : zone Amérique du Sud |

#### Bilan
- Total de matchs disputés : 57
- Victoires du Pérou : 18
- Victoires du Paraguay : 23
- Matchs nuls : 16
- Total de buts marqués par le Pérou : 67
- Total de buts marqués par le Paraguay : 77

### Pologne
|   | Date           | Lieu     | Match              | Score | Compétition  |
| - | -------------- | -------- | ------------------ | ----- | ------------ |
| 1 | 8 février 1998 | Asuncion | Paraguay - Pologne | 4-0   | Match amical |

#### Bilan
- Total de matchs disputés : 1
- Victoires de l'équipe de Pologne : 0
- Victoires de l'équipe du Paraguay : 1
- Matchs nuls : 0

### Portugal
|   | Date        | Lieu  | Match               | Score | Compétition  |
| - | ----------- | ----- | ------------------- | ----- | ------------ |
| 1 | 6 juin 2003 | Braga | Portugal - Paraguay | 0-0   | Match amical |

#### Bilan
- Total de matches disputés : 1
- Victoire de l'équipe du Portugal : 0
- Victoire de l'équipe du Paraguay : 0
- Matchs nuls : 1
- But pour l'équipe du Paraguay : 0
- But pour l'équipe du Portugal : 0

## Q

### Qatar

#### Confrontations
Confrontations entre le Qatar et le Paraguay en matchs officiels.
|   | Date             | Lieu           | Match            | Score | Compétition               |
| - | ---------------- | -------------- | ---------------- | ----- | ------------------------- |
| 1 | 26 février 1986  | Doha           | Qatar - Paraguay | 1-1   | Match amical              |
| 2 | 1er mars 1986    | Doha           | Qatar - Paraguay | 0-3   | Match amical              |
| 3 | 13 novembre 2009 | Rouen          | Qatar - Paraguay | 2-0   | Match amical              |
| 4 | 16 juin 2019     | Rio de Janeiro | Paraguay - Qatar | 2-2   | Copa América 2019 (gr. B) |

#### Bilan
Au 16 juin 2019 :
- Total de matchs disputés : 4
- Victoires du Paraguay : 1
- Victoires du Qatar : 1
- Matchs nuls : 2
- Total de buts marqués par le Paraguay : 6
- Total de buts marqués par le Qatar : 5

## R

### Roumanie

#### Confrontations
Confrontations entre la Roumanie et le Paraguay en matchs officiels.
|   | Date         | Lieu     | Match               | Score | Compétition  |
| - | ------------ | -------- | ------------------- | ----- | ------------ |
| 1 | 3 juin 1998  | Bucarest | Roumanie - Paraguay | 3-2   | Match amical |
| 2 | 11 juin 2011 | Asuncion | Paraguay - Roumanie | 2-0   | Match amical |

#### Bilan
- Total de matchs disputés : 2
- Victoires du Paraguay : 1
- Victoires de la Roumanie : 1
- Matchs nuls : 0
- Total de buts marqués par le Paraguay : 4
- Total de buts marqués par la Roumanie : 3

## S

### Salvador

#### Confrontations
Confrontations entre le Salvador et le Paraguay en matchs officiels.
|   | Date              | Lieu            | Match               | Score | Compétition    |
| - | ----------------- | --------------- | ------------------- | ----- | -------------- |
| 1 | 17 septembre 1988 | San Salvador    | Salvador - Paraguay | 0-1   | Match amical   |
| 2 | 5 mai 1989        | Miami           | Paraguay - Salvador | 2-1   | Tournoi amical |
| 3 | 2 juillet 2003    | Los Angeles     | Paraguay - Salvador | 1-0   | Match amical   |
| 4 | 17 août 2005      | Ciudad del Este | Paraguay - Salvador | 3-0   | Match amical   |
| 5 | 6 février 2013    | Asuncion        | Paraguay - Salvador | 3-0   | Match amical   |

#### Bilan
- Total de matchs disputés : 5
- Victoires du Paraguay : 5
- Victoires du Salvador : 0
- Matchs nuls : 0
- Total de buts marqués par le Paraguay : 10
- Total de buts marqués par le Salvador : 1

### Serbie et Yougoslavie

#### Confrontations
Confrontations entre la Yougoslavie puis la Serbie et le Paraguay en matchs officiels.
|   | Date            | Lieu       | Match                  | Score | Compétition                     |
| - | --------------- | ---------- | ---------------------- | ----- | ------------------------------- |
| 1 | 15 juin 1958    | Eskilstuna | Paraguay - Yougoslavie | 3-3   | Coupe du monde 1958 (gr. B)     |
| 2 | 22 juin 1972    | Manaus     | Yougoslavie - Paraguay | 2-1   | Coupe de l'Indépendance (gr. 3) |
| 3 | 28 juin 2001    | Tokyo      | Paraguay - Yougoslavie | 2-0   | Coupe Kirin 2001                |
| 4 | 10 octobre 2019 | Kruševac   | Serbie - Paraguay      | 1-0   | Match amical                    |

#### Bilan
- Total de matchs disputés : 4
- Victoires du Paraguay : 1
- Victoires de la Serbie : 2
- Matchs nuls : 1
- Total de buts marqués par le Paraguay : 6
- Total de buts marqués par la Serbie : 6

### Slovaquie
|   | Date            | Lieu         | Match                | Score | Compétition                 |
| - | --------------- | ------------ | -------------------- | ----- | --------------------------- |
| 1 | 24 juin 2010    | Bloemfontein | Paraguay - Slovaquie | 2-0   | Coupe du monde 2010 (gr. F) |
| 2 | 13 octobre 2019 | Bratislava   | Slovaquie - Paraguay | 1-1   | Match amical                |

#### Bilan
- Total de matchs disputés : 2
- Victoires du Paraguay : 1
- Victoires de la Slovaquie : 0
- Matchs nuls : 1
- Total de buts marqués par le Paraguay : 3
- Total de buts marqués par la Slovaquie : 1

### Slovénie
|   | Date         | Lieu     | Match               | Score | Compétition                 |
| - | ------------ | -------- | ------------------- | ----- | --------------------------- |
| 1 | 12 juin 2002 | Seogwipo | Paraguay - Slovénie | 3-1   | Coupe du monde 2002 (gr. B) |

#### Bilan
- Total de matchs disputés : 1
- Victoires du Paraguay : 1
- Victoires de la Slovénie : 0
- Matchs nuls : 0
- Total de buts marqués par le Paraguay : 3
- Total de buts marqués par la Slovénie : 1

### Suède
|   | Date         | Lieu      | Match            | Score | Compétition                 |
| - | ------------ | --------- | ---------------- | ----- | --------------------------- |
| 1 | 20 juin 1950 | Curitiba  | Paraguay - Suède | 2-2   | Coupe du monde 1950 (gr. C) |
| 2 | 17 mai 2002  | Stockholm | Suède - Paraguay | 1-2   | Match amical                |
| 3 | 15 juin 2006 | Berlin    | Suède - Paraguay | 1-0   | Coupe du monde 2006 (gr. B) |

#### Bilan
- Total de matchs disputés : 3
- Victoires du Paraguay : 1
- Victoires de la Suède : 1
- Matchs nuls : 1
- Total de buts marqués par le Paraguay : 4
- Total de buts marqués par la Suède : 4

## T

### Tchéquie

#### Confrontations
Confrontations entre la Tchéquie et le Paraguay en matchs officiels.
NB : Il n'y a eu aucune rencontre entre la Tchécoslovaquie et le Paraguay.
|   | Date        | Lieu | Match               | Score | Compétition      |
| - | ----------- | ---- | ------------------- | ----- | ---------------- |
| 1 | 21 mai 1998 | Kobe | Tchéquie - Paraguay | 1-0   | Coupe Kirin 1998 |

#### Bilan
- Total de matchs disputés : 1
- Victoires du Paraguay : 0
- Victoires de la Tchéquie : 1
- Matchs nuls : 0
- Total de buts marqués par le Paraguay : 0
- Total de buts marqués par la Tchéquie : 1

### Togo

#### Confrontations
Confrontations entre le Togo et le Paraguay en matchs officiels.
|   | Date             | Lieu    | Match           | Score | Compétition  |
| - | ---------------- | ------- | --------------- | ----- | ------------ |
| 1 | 11 novembre 2005 | Téhéran | Paraguay - Togo | 4-2   | Match amical |

#### Bilan
- Total de matchs disputés : 1
- Victoires du Paraguay : 1
- Victoires du Togo : 0
- Matchs nuls : 0
- Total de buts marqués par le Paraguay : 4
- Total de buts marqués par le Togo : 2

### Trinité-et-Tobago
|   | Date         | Lieu           | Match                        | Score | Compétition                 |
| - | ------------ | -------------- | ---------------------------- | ----- | --------------------------- |
| 1 | 19 mars 1989 | Port-d'Espagne | Trinité-et-Tobago - Paraguay | 2-2   | Match amical                |
| 2 | 22 mars 1989 | Port-d'Espagne | Trinité-et-Tobago - Paraguay | 1-1   | Match amical                |
| 3 | 20 juin 2006 | Kaiserslautern | Paraguay - Trinité-et-Tobago | 2 - 0 | Coupe du monde 2006 (gr. B) |

#### Bilan
- Total de matchs disputés : 3
- Victoires de l'équipe du Paraguay : 1
- Victoires de l'équipe de Trinité-et-Tobago : 0
- Matchs nul : 2

### Turquie

#### Confrontations
Confrontations entre la Turquie et le Paraguay en matchs officiels.
|   | Date         | Lieu    | Match              | Score | Compétition    |
| - | ------------ | ------- | ------------------ | ----- | -------------- |
| 1 | 17 juin 1995 | Iquique | Paraguay - Turquie | 0-0   | Tournoi amical |

#### Bilan
- Total de matchs disputés : 1
- Victoires du Paraguay : 0
- Victoires de la Turquie : 0
- Matchs nuls : 1
- Total de buts marqués par le Paraguay : 0
- Total de buts marqués par la Turquie : 0

## U

### Uruguay

#### Confrontations
Confrontations entre le Paraguay et l'Uruguay en matchs officiels.
|    | Date              | Lieu            | Match              | Score           | Compétition                                                                |
| -- | ----------------- | --------------- | ------------------ | --------------- | -------------------------------------------------------------------------- |
| 1  | 9 octobre 1921    | Buenos Aires    | Paraguay - Uruguay | 2-1             | Championnat sud-américain de football de 1921                              |
| 2  | 2 novembre 1921   | Montevideo      | Uruguay - Paraguay | 4-2             | Match amical                                                               |
| 3  | 12 octobre 1922   | Rio de Janeiro  | Paraguay - Uruguay | 1-0             | Championnat sud-américain de football de 1922                              |
| 4  | 4 novembre 1923   | Montevideo      | Uruguay - Paraguay | 2-0             | Championnat sud-américain de football de 1923                              |
| 5  | 26 octobre 1924   | Montevideo      | Uruguay - Paraguay | 3-1             | Championnat sud-américain de football de 1924                              |
| 6  | 14 juillet 1925   | Montevideo      | Uruguay - Paraguay | 0-1             | Match amical                                                               |
| 7  | 18 juillet 1925   | Montevideo      | Uruguay - Paraguay | 0-1             | Match amical                                                               |
| 8  | 15 août 1925      | Asuncion        | Paraguay - Uruguay | 1-0             | Match amical                                                               |
| 9  | 19 août 1925      | Asuncion        | Paraguay - Uruguay | 0-1             | Match amical                                                               |
| 10 | 23 août 1925      | Asuncion        | Paraguay - Uruguay | 0-0             | Match amical                                                               |
| 11 | 1er novembre 1926 | Santiago        | Uruguay - Paraguay | 6-1             | Championnat sud-américain de football de 1926                              |
| 12 | 15 août 1928      | Asuncion        | Paraguay - Uruguay | 3-1             | Match amical                                                               |
| 13 | 19 août 1928      | Asuncion        | Paraguay - Uruguay | 1-1             | Match amical                                                               |
| 14 | 1er novembre 1929 | Buenos Aires    | Paraguay - Uruguay | 3-0             | Championnat sud-américain de football de 1929                              |
| 15 | 2 janvier 1937    | Buenos Aires    | Paraguay - Uruguay | 4-2             | Championnat sud-américain de football de 1937                              |
| 16 | 5 février 1939    | Lima            | Uruguay - Paraguay | 3-1             | Championnat sud-américain de football de 1939                              |
| 17 | 28 janvier 1942   | Montevideo      | Uruguay - Paraguay | 3-1             | Championnat sud-américain de football de 1942                              |
| 18 | 8 février 1946    | Buenos Aires    | Paraguay - Uruguay | 2-1             | Championnat sud-américain de football de 1946                              |
| 19 | 13 décembre 1947  | Guayaquil       | Paraguay - Uruguay | 4-2             | Championnat sud-américain de football de 1947                              |
| 20 | 20 avril 1949     | São Paulo       | Uruguay - Paraguay | 2-1             | Championnat sud-américain de football de 1949                              |
| 21 | 30 avril 1950     | Rio de Janeiro  | Paraguay - Uruguay | 3-2             | Match amical                                                               |
| 22 | 12 mars 1953      | Lima            | Paraguay - Uruguay | 2-2             | Championnat sud-américain de football de 1953                              |
| 23 | 10 avril 1954     | Montevideo      | Uruguay - Paraguay | 1-4             | Match amical                                                               |
| 24 | 18 avril 1954     | Asuncion        | Paraguay - Uruguay | 1-1             | Match amical                                                               |
| 25 | 9 mars 1955       | Santiago        | Uruguay - Paraguay | 3-1             | Championnat sud-américain de football de 1955                              |
| 26 | 21 janvier 1956   | Montevideo      | Uruguay - Paraguay | 4-2             | Championnat sud-américain de football de 1956                              |
| 27 | 12 juillet 1956   | Asuncion        | Paraguay - Uruguay | 2-2             | Match amical                                                               |
| 28 | 14 juillet 1957   | Asuncion        | Paraguay - Uruguay | 5-0             | Qualifications pour la Coupe du monde 1958 (zone AmSud - gr. 3)            |
| 29 | 28 juillet 1957   | Montevideo      | Uruguay - Paraguay | 2-0             | Qualifications pour la Coupe du monde 1958 (zone AmSud - gr. 3)            |
| 30 | 18 mars 1959      | Buenos Aires    | Uruguay - Paraguay | 3-1             | Championnat sud-américain de football de 1959 (Argentine)                  |
| 31 | 1er mai 1959      | Montevideo      | Uruguay - Paraguay | 1-3             | Match amical                                                               |
| 32 | 22 décembre 1959  | Guayaquil       | Paraguay - Uruguay | 1-1             | Championnat sud-américain de football de 1959 (Équateur)                   |
| 33 | 13 juillet 1960   | Montevideo      | Uruguay - Paraguay | 2-1             | Copa del Atlántico 1960                                                    |
| 34 | 25 avril 1965     | Asuncion        | Paraguay - Uruguay | 2-1             | Match amical                                                               |
| 35 | 1er mai 1965      | Montevideo      | Uruguay - Paraguay | 4-0             | Match amical                                                               |
| 36 | 12 mai 1966       | Asuncion        | Paraguay - Uruguay | 2-2             | Match amical                                                               |
| 37 | 18 mai 1966       | Montevideo      | Uruguay - Paraguay | 3-1             | Match amical                                                               |
| 38 | 29 janvier 1967   | Montevideo      | Uruguay - Paraguay | 2-0             | Championnat sud-américain de football de 1967                              |
| 39 | 2 juin 1968       | Asuncion        | Paraguay - Uruguay | 0-0             | Match amical                                                               |
| 40 | 12 juin 1975      | Asuncion        | Paraguay - Uruguay | 0-1             | Match amical                                                               |
| 41 | 19 juin 1975      | Montevideo      | Uruguay - Paraguay | 0-1             | Match amical                                                               |
| 42 | 10 mars 1976      | Montevideo      | Uruguay - Paraguay | 2-2             | Copa del Atlántico 1976                                                    |
| 43 | 19 mai 1976       | Asuncion        | Paraguay - Uruguay | 1-0             | Copa del Atlántico 1976                                                    |
| 44 | 12 janvier 1977   | Asuncion        | Paraguay - Uruguay | 1-1             | Match amical                                                               |
| 45 | 23 janvier 1977   | Montevideo      | Uruguay - Paraguay | 2-1             | Match amical                                                               |
| 46 | 20 septembre 1979 | Asuncion        | Paraguay - Uruguay | 0-0             | Copa América 1979 (gr. C)                                                  |
| 47 | 26 septembre 1979 | Montevideo      | Uruguay - Paraguay | 2-2             | Copa América 1979 (gr. C)                                                  |
| 48 | 2 juin 1983       | Asuncion        | Paraguay - Uruguay | 0-0             | Match amical                                                               |
| 49 | 9 juin 1983       | Montevideo      | Uruguay - Paraguay | 3-0             | Match amical                                                               |
| 50 | 25 août 1983      | Montevideo      | Uruguay - Paraguay | 0-0             | Match amical                                                               |
| 51 | 3 février 1985    | Montevideo      | Uruguay - Paraguay | 1-0             | Match amical                                                               |
| 52 | 10 février 1985   | Asuncion        | Paraguay - Uruguay | 1-3             | Match amical                                                               |
| 53 | 29 septembre 1988 | Asuncion        | Paraguay - Uruguay | 3-1             | Match amical                                                               |
| 54 | 12 octobre 1988   | Montevideo      | Uruguay - Paraguay | 2-0             | Match amical                                                               |
| 55 | 12 juillet 1989   | Rio de Janeiro  | Uruguay - Paraguay | 3-0             | Copa América 1989 (tour final)                                             |
| 56 | 6 juillet 1995    | Montevideo      | Uruguay - Paraguay | 1-0             | Copa América 1995 (gr. A)                                                  |
| 57 | 2 juin 1996       | Montevideo      | Uruguay - Paraguay | 0-2             | Qualification pour la Coupe du monde 1998 : zone Amérique du Sud           |
| 58 | 30 avril 1997     | Asuncion        | Paraguay - Uruguay | 3-1             | Qualification pour la Coupe du monde 1998 : zone Amérique du Sud           |
| 59 | 17 juin 1999      | Ciudad del Este | Paraguay - Uruguay | 2-3             | Match amical                                                               |
| 60 | 10 juillet 1999   | Asuncion        | Paraguay - Uruguay | 1-1 (tab : 3-5) | Copa América 1999 (quart de finale)                                        |
| 61 | 17 novembre 1999  | Maldonado       | Uruguay - Paraguay | 0-1             | Match amical                                                               |
| 62 | 26 avril 2000     | Asuncion        | Paraguay - Uruguay | 1-0             | Qualification pour la Coupe du monde 2002 : zone Amérique du Sud           |
| 63 | 28 mars 2001      | Montevideo      | Uruguay - Paraguay | 0-1             | Qualification pour la Coupe du monde 2002 : zone Amérique du Sud           |
| 64 | 10 septembre 2003 | Asuncion        | Paraguay - Uruguay | 4-1             | Qualification pour la Coupe du monde 2006 : zone Amérique du Sud           |
| 65 | 18 juillet 2004   | Tacna           | Uruguay - Paraguay | 3-1             | Copa América 2004 (quart de finale)                                        |
| 66 | 17 novembre 2004  | Montevideo      | Uruguay - Paraguay | 1-0             | Qualification pour la Coupe du monde 2006 : zone Amérique du Sud           |
| 67 | 10 octobre 2007   | Asuncion        | Paraguay - Uruguay | 1-0             | Éliminatoires de la Coupe du monde de football 2010 : zone Amérique du Sud |
| 68 | 28 mars 2009      | Montevideo      | Uruguay - Paraguay | 2-0             | Éliminatoires de la Coupe du monde de football 2010 : zone Amérique du Sud |
| 69 | 24 juillet 2011   | Buenos Aires    | Uruguay - Paraguay | 3-0             | Copa América 2011 (finale)                                                 |
| 70 | 11 octobre 2011   | Asuncion        | Paraguay - Uruguay | 1-1             | Éliminatoires de la Coupe du monde de football 2014 : zone Amérique du Sud |
| 71 | 22 mars 2013      | Montevideo      | Uruguay - Paraguay | 1-1             | Éliminatoires de la Coupe du monde de football 2014 : zone Amérique du Sud |
| 72 | 20 juin 2015      | La Serena       | Paraguay - Uruguay | 1-1             | Copa América 2015 (gr. B)                                                  |
| 73 | 6 septembre 2016  | Montevideo      | Uruguay - Paraguay | 4-0             | Éliminatoires de la Coupe du monde de football 2018 : zone Amérique du Sud |
| 74 | 5 septembre 2017  | Asuncion        | Paraguay - Uruguay | 1-2             | Éliminatoires de la Coupe du monde de football 2018 : zone Amérique du Sud |
| 75 | 4 Juin 2021       | Montevideo      | Uruguay - Paraguay | 0-0             | FIFA 2022 Q                                                                |
| 76 | 29 Juin 2021      | Rio de Janeiro  | Uruguay - Paraguay | 1-0             | Copa america 2021 (Groupe A)                                               |
| 77 | 6 Septembre 2024  | Montevideo      | Uruguay - Paraguay | 0-0             | FIFA 2026 Q                                                                |
| 78 | 6 Juin 2025       | Asuncion        | Paraguay - Uruguay | 2-0             | FIFA 2026 Q                                                                |

#### Bilan
- Total de matchs disputés : 78
- Victoires de l'Uruguay : 32
- Victoires du Paraguay : 26
- Matchs nuls : 20
- Total de buts marqués par l'Uruguay : 115
- Total de buts marqués par le Paraguay : 96

## V

### Venezuela

#### Confrontations
Confrontations entre le Paraguay et le Venezuela en matchs officiels.
|    | Date              | Lieu            | Match                | Score           | Compétition                                                                |
| -- | ----------------- | --------------- | -------------------- | --------------- | -------------------------------------------------------------------------- |
| 1  | 1er février 1967  | Montevideo      | Paraguay - Venezuela | 5-3             | Championnat sud-américain de football de 1967                              |
| 2  | 7 août 1969       | Caracas         | Venezuela - Paraguay | 0-2             | Qualifications pour la Coupe du monde 1970 (zone AmSud - gr. 2)            |
| 3  | 21 août 1969      | Asuncion        | Paraguay - Venezuela | 1-0             | Qualifications pour la Coupe du monde 1970 (zone AmSud - gr. 2)            |
| 4  | 11 juin 1972      | Campo Grande    | Paraguay - Venezuela | 4-1             | Coupe de l'Indépendance (gr. 3)                                            |
| 5  | 26 mars 1989      | Caracas         | Venezuela - Paraguay | 1-2             | Match amical                                                               |
| 6  | 30 mars 1989      | Maturín         | Venezuela - Paraguay | 0-0             | Match amical                                                               |
| 7  | 7 juillet 1989    | Salvador        | Paraguay - Venezuela | 3-0             | Copa América 1989 (gr. A)                                                  |
| 8  | 10 juillet 1991   | Santiago        | Paraguay - Venezuela | 5-0             | Copa América 1991 (gr. A)                                                  |
| 9  | 12 juillet 1995   | Maldonado       | Paraguay - Venezuela | 3-2             | Copa América 1995 (gr. A)                                                  |
| 10 | 12 janvier 1997   | Mérida          | Venezuela - Paraguay | 0-2             | Qualification pour la Coupe du monde 1998 : zone Amérique du Sud           |
| 11 | 12 octobre 1997   | Asuncion        | Paraguay - Venezuela | 1-0             | Qualification pour la Coupe du monde 1998 : zone Amérique du Sud           |
| 12 | 2 septembre 2000  | Asuncion        | Paraguay - Venezuela | 3-0             | Qualification pour la Coupe du monde 2002 : zone Amérique du Sud           |
| 13 | 8 novembre 2001   | San Cristóbal   | Venezuela - Paraguay | 3-1             | Qualification pour la Coupe du monde 2002 : zone Amérique du Sud           |
| 14 | 5 septembre 2004  | Asuncion        | Paraguay - Venezuela | 1-0             | Qualification pour la Coupe du monde 2006 : zone Amérique du Sud           |
| 15 | 8 octobre 2005    | Maracaibo       | Venezuela - Paraguay | 0-1             | Qualification pour la Coupe du monde 2006 : zone Amérique du Sud           |
| 16 | 22 juillet 2007   | Ciudad del Este | Paraguay - Venezuela | 1-1             | Match amical                                                               |
| 17 | 8 septembre 2007  | Puerto Ordaz    | Venezuela - Paraguay | 3-2             | Match amical                                                               |
| 18 | 9 septembre 2008  | Asuncion        | Paraguay - Venezuela | 2-0             | Éliminatoires de la Coupe du monde de football 2010 : zone Amérique du Sud |
| 19 | 10 octobre 2009   | Puerto Ordaz    | Venezuela - Paraguay | 1-2             | Éliminatoires de la Coupe du monde de football 2010 : zone Amérique du Sud |
| 20 | 13 juillet 2011   | Salta           | Paraguay - Venezuela | 3-3             | Copa América 2011 (gr. B)                                                  |
| 21 | 20 juillet 2011   | Mendoza         | Paraguay - Venezuela | 0-0 (tab : 5-3) | Copa América 2011 (demi-finale)                                            |
| 22 | 11 septembre 2012 | Asuncion        | Paraguay - Venezuela | 0-2             | Éliminatoires de la Coupe du monde de football 2014 : zone Amérique du Sud |
| 23 | 11 octobre 2013   | San Cristóbal   | Venezuela - Paraguay | 1-1             | Éliminatoires de la Coupe du monde de football 2014 : zone Amérique du Sud |
| 24 | 8 octobre 2015    | Puerto Ordaz    | Venezuela - Paraguay | 0-1             | Éliminatoires de la Coupe du monde de football 2018 : zone Amérique du Sud |
| 25 | 10 octobre 2017   | Asuncion        | Paraguay - Venezuela | 0-1             | Éliminatoires de la Coupe du monde de football 2018 : zone Amérique du Sud |
| 26 | 13 octobre 2020   | Mérida          | Venezuela - Paraguay | 1-0             | Éliminatoires de la Coupe du monde de football 2022 : zone Amérique du Sud |
| 27 | 10 septembre 2021 | Asuncion        | Paraguay - Venezuela | 2-1             | Éliminatoires de la Coupe du monde de football 2022 : zone Amérique du Sud |
| 28 | 13 septembre 2023 | Maturin         | Venezuela - Paraguay | 1-0             | Éliminatoires de la Coupe du monde de football 2026 : zone Amérique du Sud |

#### Bilan
| Rang | Équipe    | Pts | J  | G  | N | P  | Bp | Bc | Diff |
| ---- | --------- | --- | -- | -- | - | -- | -- | -- | ---- |
| 1    | Paraguay  | 56  | 28 | 17 | 5 | 6  | 50 | 27 | +23  |
| 2    | Venezuela | 23  | 28 | 6  | 5 | 17 | 27 | 50 | -23  |